# كرة قدم جماعية
كرة القدم هي عبارة عن عائلة من الرياضات الجماعية التي تتضمن بدرجات متفاوتة ركل الكرة لتسجيل الهدف. تعني الكلمة «كرة القدم» عادةً الشكل الأكثر شيوعًا من كرة القدم في مكان استخدام هذه الكلمة. تشمل الألعاب الرياضية المعروفة باسم كرة القدم (معروفة باسم soccer في أمريكا الشمالية وأوقيانوسيا) كرة القدم الشبكية Gridiron football (على وجه التحديد كرة القدم الأمريكية أو كرة القدم الكندية) وقواعد كرة القدم الأسترالية واتحاد الرغبي ورابطة الرغبي وكرة القدم الغالية. تعود هذه الأشكال المختلفة لكرة القدم إلى أصول مشتركة بشكل متفاوت وتُعرف باسم قواعد كرة القدم.
هناك العديد من الدلائل لكثير من ألعاب الكرة التقليدية والقديمة أو التي تعود إلى فترة ما قبل التاريخ وانتشرت في أنحاء مختلفة من العالم. يمكن تتبع قواعد كرة القدم المعاصرة إلى تدوين هذه الألعاب في المدارس الحكومية الإنجليزية خلال القرن التاسع عشر. سمح التوسع والتأثير الثقافي الكبير للإمبراطورية البريطانية بانتشار قواعد كرة القدم إلى مناطق النفوذ البريطاني خارج مناطق الإمبراطورية الخاضعة للسيطرة المباشرة. بحلول نهاية القرن التاسع عشر، كانت القوانين الإقليمية المميزة تتطور: مثل كرة القدم الغالية، التي دمجت عن عمد قواعد ألعاب كرة القدم التقليدية المحلية الإيرلندية للحفاظ على تراثها. في عام 1888م، تأسس دوري كرة القدم الإنجليزية في إنجلترا، وأصبح الأول من بين العديد من اتحادات كرة القدم المحترفة. خلال القرن العشرين، تطورت العديد من الأنواع المختلفة لكرة القدم وأصبحت من أشهر الرياضات الجماعية في العالم.

## العناصر المشتركة
تشترك القواعد المختلفة لكرة القدم في بعض العناصر المشتركة ويمكن تجميعها في فئتين رئيسيتين من كرة القدم: العاب حمل مثل كرة القدم الأمريكية وكرة القدم الكندية وكرة القدم الأسترالية واتحاد الرغبي ورابطة الرغبي، حيث يتم تحريك الكرة حول الملعب أثناء حملها في اليدين أو الرمي، العاب الركل مثل كرة القدم التقليدية وكرة القدم الغالية، حيث يتم تحريك الكرة بشكل أساسي بالقدمين، وحيث يكون اللعب باليد مقيدًا بشكل صارم.
تشمل القواعد العامة بين الرياضات ما يلي:
- فريقان عادة ما بين 11 و18 لاعبا. بعض الأشكال التي تحتوي على عدد أقل من اللاعبين (خمسة أو أكثر لكل فريق) شائعة أيضًا.
- منطقة محددة بوضوح للعب اللعبة.
- تسجيل الأهداف أو النقاط عن طريق تحريك الكرة إلى نهاية الملعب للفريق المنافس وإما إلى منطقة المرمى أو فوق خط.
- الأهداف أو النقاط تنتج عن وضع اللاعبين الكرة بين قائمي المرمى.
- هدف أو خط يدافع عنه الفريق المنافس.
- يستخدم اللاعبون أجسادهم فقط لتحريك الكرة.

في جميع القواعد، تشمل المهارات الشائعة التمرير والتدخل والتهرب من التدخلات والإمساك والركل. في معظم القواعد، توجد قواعد تقيد حركة اللاعبين (تسلل)، ويجب على اللاعبين الذين يسجلون هدفًا وضع الكرة إما تحت أو فوق عارضة بين قائمي المرمى.

## علم أصول الكلمات
هناك تفسيرات متضاربة حول أصل كلمة «كرة القدم». يُفترض على نطاق واسع أن الكلمة «كرة القدم» (أو عبارة «كرة القدم») تشير إلى فعل ركل الكرة بالقدم. هناك تفسير بديل، وهو أن كرة القدم تشير أصلاً إلى مجموعة متنوعة من الألعاب في أوروبا العصور الوسطى، والتي كانت تُلعب سيرًا على الأقدام. ولا يوجد دليل موثوق لأي من التفسيرين.

## التاريخ القديم

### الألعاب القديمة

#### الصين القديمة

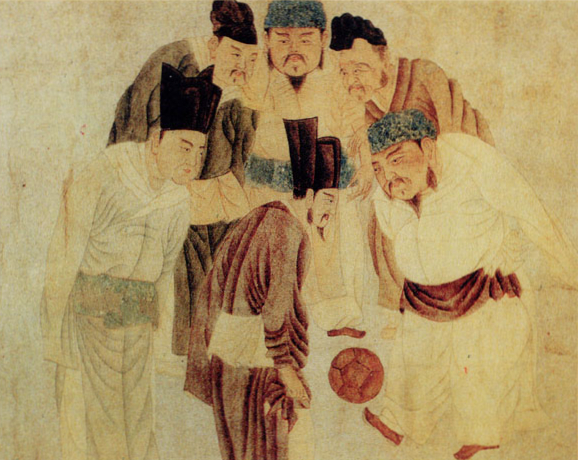
لوحة تصور الإمبراطور تايزو من سونغ وهو يلعب كوجو (أي كرة القدم الصينية) مع رئيس وزرائه تشاو بو (趙普) ووزراء آخرين، بواسطة فنان أسرة يوان تشيان شوان (1235-1305)

اللعبة التنافسية الصينية تسوجو (蹴鞠) تشبه كرة القدم الحديثة،  ويبدو أن الوصف في دليل الجيش مؤرخة في القرن الثاني والثالث قبل الميلاد. كانت موجودة خلال سلالة هان وربما سلالة تشين، في القرنين الثاني والثالث قبل الميلاد. الإصدار الياباني من تسوجو هو kemari (蹴鞠)، وتم تطويره خلال فترة أسوكا. من المعروف أن هذه اللعبة تم لعبها داخل البلاط الإمبراطوري الياباني في كيوتو حوالي 600 ميلادي. في kemari, يقف العديد من الأشخاص في دائرة ويركلون الكرة لبعضهم البعض، محاولين عدم ترك الكرة تسقط على الأرض (تشبه كثيراً كيبي يوبي).

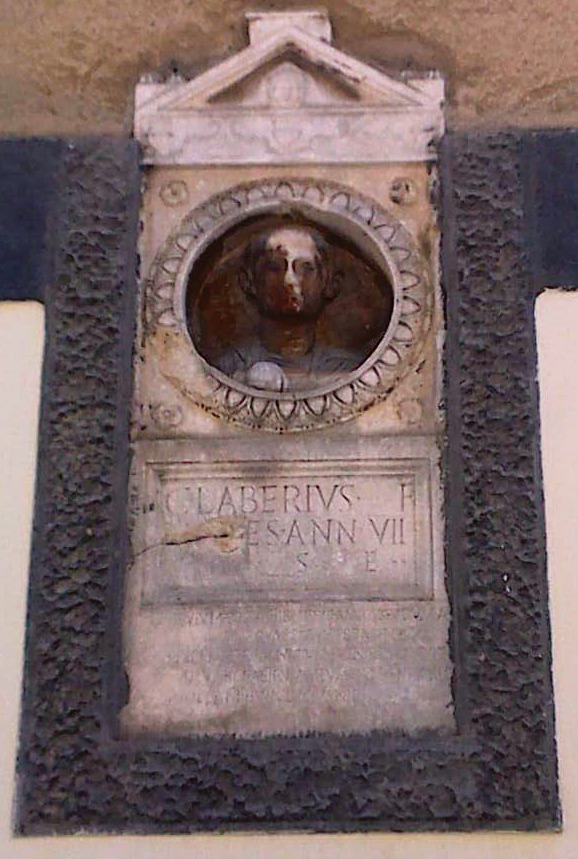
شاهدة قبر روماني قديم لصبي يحمل كرة Harpastum من تيلوريوم (مدينة سينج الحديثة، كرواتيا)

#### اليونان القديمة وروما
من المعروف أن الإغريق والرومان القدماء كان لديهم ألعاب كرة متنوعة وبعضها تضمن استخدام القدمين. يُعتقد أن اللعبة الرومانية harpastum تم اقتباسها من لعبة جماعية يونانية تُعرف باسم "ἐπίσκυρος" (Episkyros)  أو "φαινίνδα" (phaininda), والتي ذكرها الكاتب المسرحي اليوناني Antiphanes (388 - 311 قبل الميلاد) والتي أشار إليها اللاهوتي المسيحي إكليمندس الإسكندري (حوالي 150 - 215 ميلادي). كانت هذه الألعاب تشبه كرة الرغبي. وقد قتلالسياسي الروماني شيشرون (106–43 BC) أثناء حلاقة شعره عندما ركلت كرة إلى داخل محل حلاقة. عرفت ألعاب الكرة الرومانية بالفعل كرة مليئة بالهواء سميت the follis. اعتبرت لعبة Episkyros كشكل مبكر من كرة القدم من قبل FIFA.

#### الهنود الحمر
هناك عدد من الدلائل التي تشيرإلى وحود ألعاب كرة تقليدية أو قديمة أو ترجع إلى عصور ما قبل التاريخ، والتي لعبتها الشعوب الأصلية في أجزاء مختلفة من العالم. على سبيل المثال، في عام 1586م، ذهب رجال من السفينة التي كان يقودها المستكشف إنجليزيجون ديفيس إلى الشاطئ حيث لعبوا شكلاً من أشكال كرة القدم مع شعب الإنويت في جرينلاند. هناك روايات لاحقة عن لعبة إنويت تم لعبها على الجليد، سميت Aqsaqtuk. بدأت كل مباراة بفريقين يواجهان بعضهما البعض في خطوط متوازية، قبل محاولة ركل الكرة من خلال خط الفريق الآخر ثم إلى المرمى. في عام 1610م، وثق ويليام ستراشي، المستعمر في جيمستاون بولاية فيرجينيا, لعبة لعبها الأمريكيون الأصليون، سموها باهساهيمانPahsaheman.إضافة لذلك تعتبر Pasuckuakohowog لعبة مشابهة لكرة القدم الحديثة لعبها الهنود الحمر، وتم توثيقها في وقت مبكر من القرن السابع عشر.
الألعاب التي لعبت في أمريكا الوسطى بالكرات المطاطية من قبل السكان الأصليين موثقة بشكل جيد على أنها موجودة منذ ما قبل هذا الوقت، ولكن هذه الألعاب كانت أكثر تشابهًا مع كرة السلة أو الكرة الطائرة، ولم يتم العثور على روابط بين هذه الألعاب ورياضات كرة القدم الحديثة. لعب هنود أمريكا الشمالية الشرقية، وخاصةً اتحاد الإيروكوا. لعبة استخدمت فيها مضارب شبكية لرمي الكرة الصغيرة والتقاطها؛ ومع ذلك على الرغم من أنها لعبة كرة قدم مع مرمى. إلا أن لعبة اللاكروس (كما يُطلق على شكلها الحديث) لا تُصنف عادةً على أنها شكل من أشكال «كرة القدم».

#### أوقيانوسيا
في القارة الأسترالية, لعبت قبائل من السكان الأصليين ألعاب ركل وإمساك بالكرات المحشوة والتي تم تعميمها من قبل المؤرخون باسم مارن غروك ("كرة اللعبة" بلغة Djab Wurrung). أقدم رواية تاريخية هي حكاية من كتاب عام 1878م لروبرت برو- سميث، سكان فيكتوريا الأصليين، حيث نُقل عن رجل يُدعى ريتشارد توماس قوله، في حوالي عام 1841م في فيكتوريا، أستراليا، أنه شاهد السكان الأصليين يلعبون لعبة: "السيد توماس يصف كيف سيركل اللاعب الأول كرة مصنوعة من جلد حيوان البوسوم وكيف يقفز لاعبون آخرون في الهواء من أجل الإمساك بها. افترض بعض المؤرخين أن مارن جروك كان أحد أصول قواعد كرة القدم الأسترالية.
لعب الماوري في نيوزيلندا لعبةً كانت تسمى Ki-o-rahi تتكون من فريقين من سبعة لاعبين يلعبون في ميدان دائري يتم تقسيمه إلى مناطق، ويسجلون نقاطًا عن طريق لمس الـpou (علامات الحدود) وضرب 'tupu' الهدف.
قد ترجع هذه الألعاب وغيرها إلى العصور القديمة. وعلى الرغم من ذلك يبدو أن المصادر الرئيسية لقواعد كرة القدم الحديثة كانت في أوروبا الغربية، وخاصة إنجلترا.

#### الشعوب التركية
محمود الكاشغري في كتابه ديوان لغات الترك، وصف لعبة تسمى «تيبوك» بين الأتراك في آسيا الوسطى. خلال هذه اللعبة، يحاول اللاعبون مهاجمة قلعة االفريق الخصم بركل كرة مصنوعة من جلد الغنم.

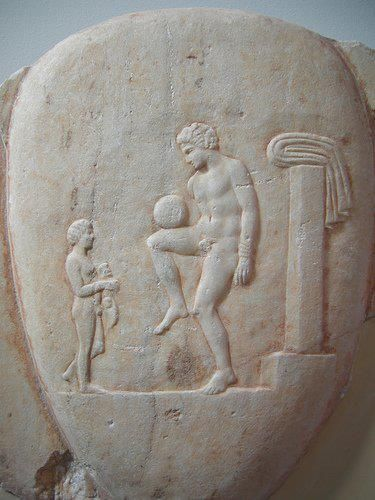
رياضي يوناني قديم يوازن كرة على فخذه، بيرايوس، 400-375 قبل الميلاد
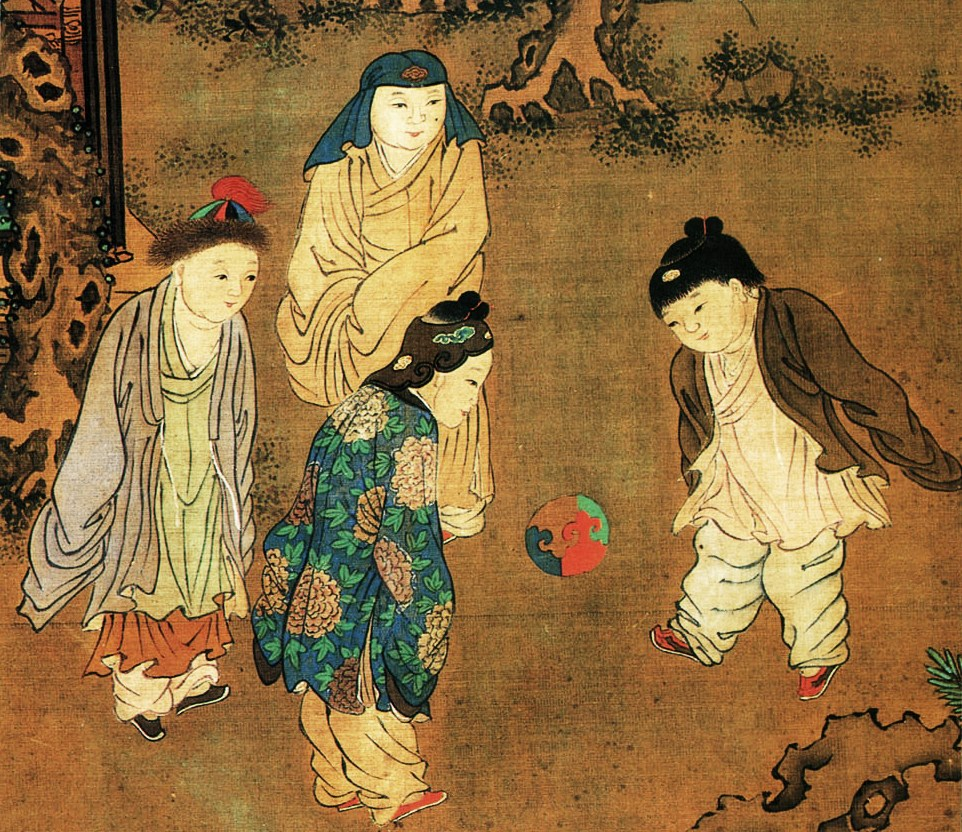
لوحة من سلالة سونغ كتبها Su Hanchen (حوالي 1130-1160)، تصور الأطفال الصينيين وهم يلعبون لعبة تسوجو
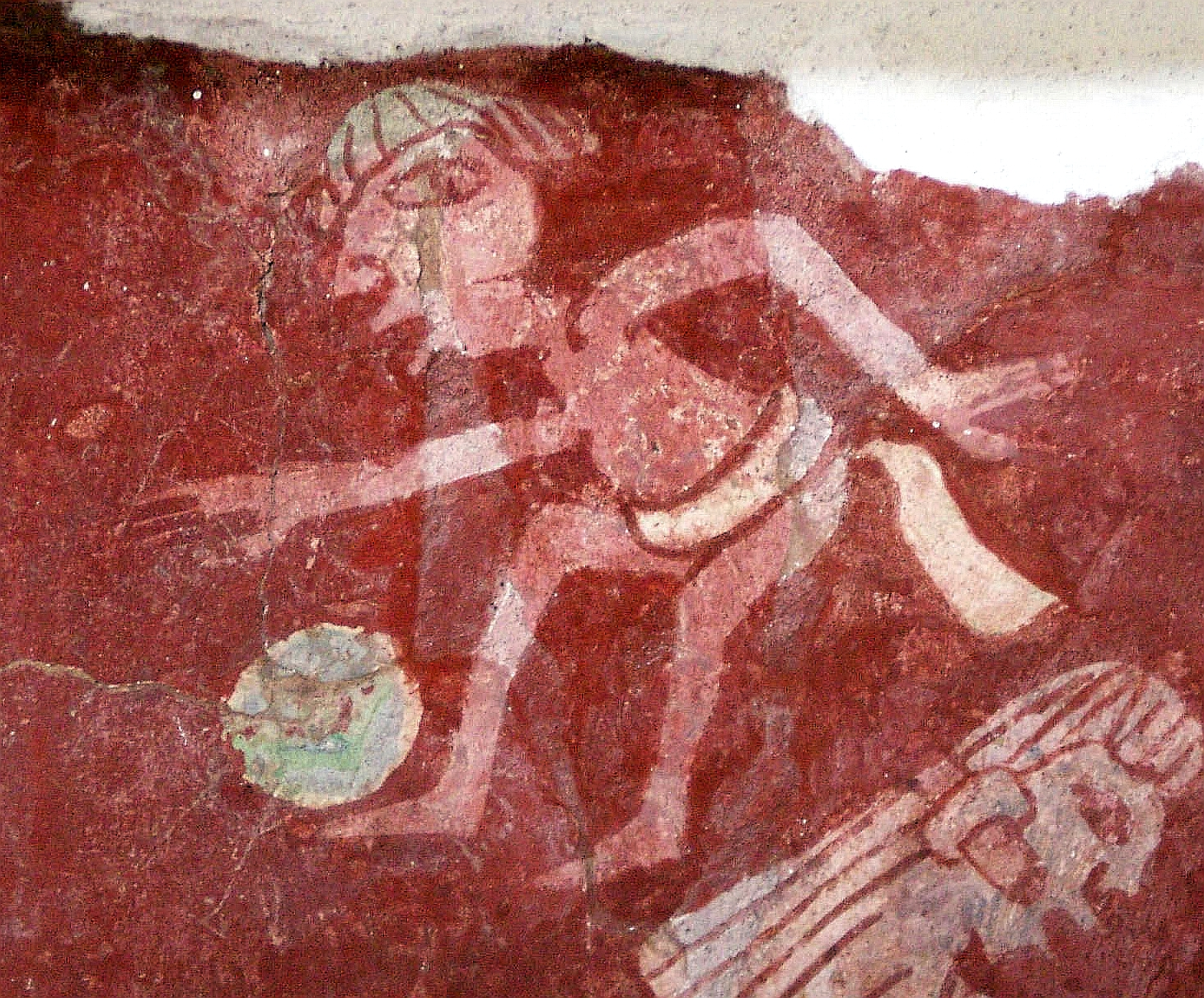
رسم لاعب كرة من أمريكا الوسطى لجداريات تيبانتيتلا في تيوتيهواكان
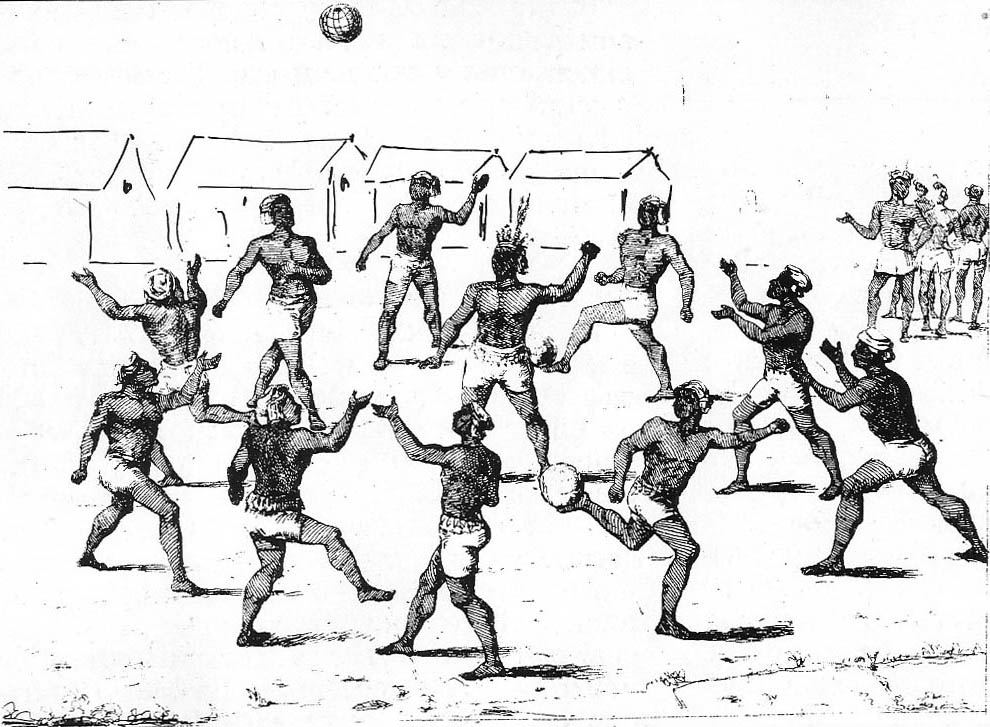
مجموعة من السكان الأصليين يلعبون لعبة الكرة في جويانا الفرنسية
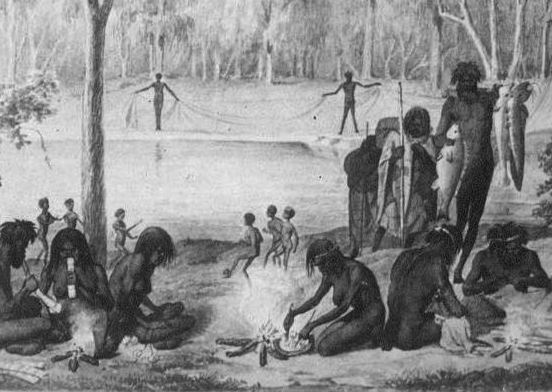
رسم توضيحي من خمسينيات القرن التاسع عشر لأستراليين أصليين يلعبون مارن غروك  [لغات أخرى]‏
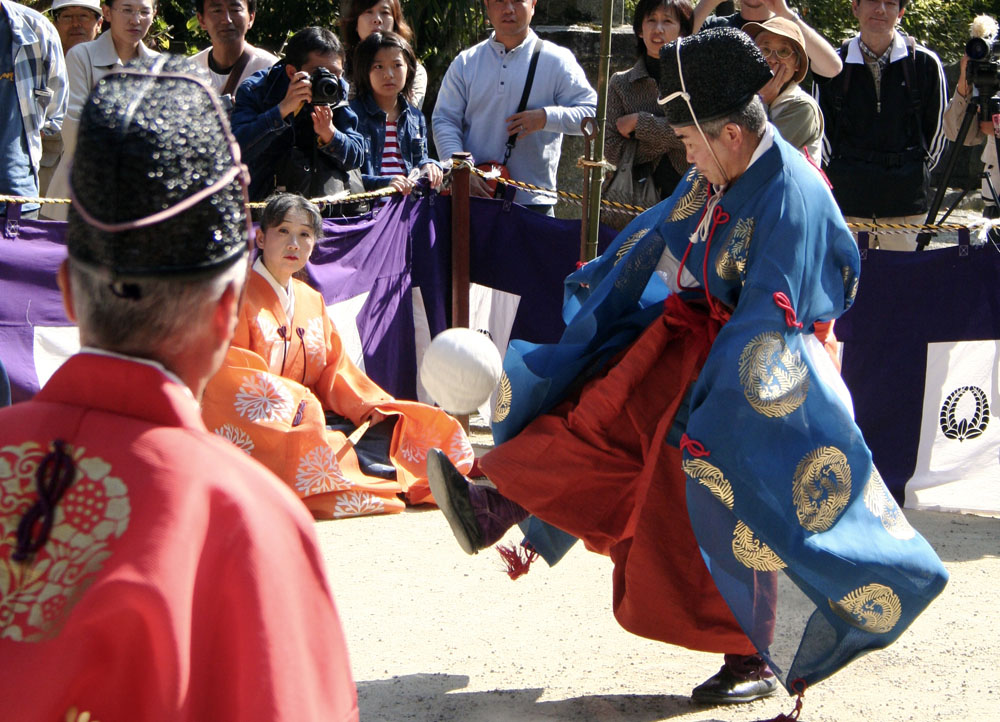
نسخة من الكيماري تُلعب في ضريح تنزان  [لغات أخرى]‏، اليابان، 2006

### العصور الوسطى وبداية العصر الحديث في أوروبا
شهدت العصور الوسطى ارتفاعًا كبيرًا في شعبية مباريات كرة القدم السنوية Shrovetide football في كل أنحاء أوروبا، وخاصة في إنجلترا.تعود أولى الدلائل التاريخية إلى لعبة كرة لعبت في بريطانيا في القرن التاسع من مخطوطات هيستوريا بريتونوم, المنسوبة إلى نينيوس، والتي تصف «مجموعة من الصبيان... يلعبون الكرة». ترجع الدلائل إلى لعبة كرة تم لعبها في شمال فرنسا والمعروفة باسم La Soule أو Choule، حيث يتم دفع الكرة باليدين والقدمين والعصي،  من القرن الثاني عشر.

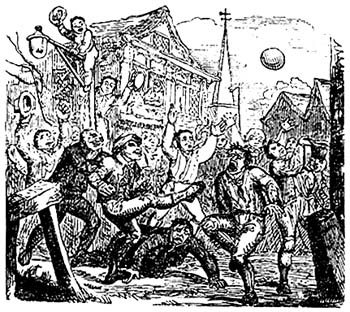
مثال على ما يسمى ب " كرة القدم الغوغائية "

الأشكال المبكرة من كرة القدم التي تم لعبها في إنجلترا، والتي يشار إليها أحيانًا باسم «كرة القدم الغوغائية»، كانت تُلعب في المدن أو بين القرى المجاورة، والتي تضم عددًا غير محدوداً من اللاعبين في الفرق المتنافسة يتدافعون بشكل جماعي،  يحاولون تحريك شيء يشبه مثانة حيوان منفوخة إلى نقاط معينة، مثل كنيسة الخصم، مع اللعب في ساحة مفتوحة بين الأبرشيات المجاورة. تم لعب اللعبة بشكل أساسي خلال المهرجانات الدينية الهامة، مثل Shrovetide أو Christmas أو Easter, وقد استمرت ألعاب Shrovetide حنى العصر الحديث في عدد من المدن الإنجليزية (انظر أدناه).
أول وصف تفصيلي لما كان يكاد يكون كرة قدم في إنجلترا قدمه ويليام فيتزستيفن في حوالي 1174-1183. ووصف أنشطة شباب لندن خلال المهرجان السنوي لثلاثاء شروف:
بعد الغداء كل شباب المدينة يخرجون إلى الميادين للمشاركة في لعبة كرة. طلاب كل مدرسة لديهم كرتهم الخاصة، أيضا العمال من كل مهنة في المدينة لديهم كرة خاصة بهم. كبار السن من السكان والآباء والأغنياء يأتون ليشاهدوا أبناءهم يتنافسون، وليشجعوا شبانهم بشكل غير مباشر. حيث يمكنك مشاهدة حماسهم ولهفتهم أثناء متابعتهم للمباراة.
معظم الدلائل المبكرة للعبة تتحدث مبسط عن «كرة اللعب» أو «اللعب بالكرة». وهذا يعزز من فكرة أن تلك الألعاب التي لعبت في ذلك الوقت لم تتضمن بالضرورة ركلاً للكرة.
إشارة مبكرة إلى اللعب بالكرة التي ربما تكون كرة قدم تعود إلى عام 1280م في أولغام، نورثمبرلاند، إنجلترا: «هنري... أثناء اللعب بالكرة.. ركض باتجاه ديفيد». لعبت كرة القدم في أيرلندا عام 1308م، مع إشارة موثقة إلى جون مكروكان، المتفرج على «مباراة كرة قدم» في نيوكاسل، اتهم بطعن لاعب يدعى ويليام برنارد عن غير قصد. إشارة أخرى لمباراة كرة قدم تأتي في عام 1321 في شولدرهام، نورفولك، إنجلترا: «[د] أثناء مباراة الكرة وهو يركل الكرة، كان صديقه... ركض باتجاهه وأصاب نفسه».
في عام 1314م، أصدر نيكولاس دي فارندوني، عمدة مدينة لندن، مرسومًا باللغة الفرنسية المستخدمة من قبل الطبقات العليا الإنجليزية في ذلك الوقت يحظر كرة القدم. تنص الترجمة على ما يلي: " نظرًا لوجود ضوضاء كبيرة في المدينة بسبب الصخب الناجم عن كرات القدم الكبيرة [ rageries de gosses pelotes de pee ]  في الميادين العامة التي قد تنشأ عنها العديد من الشرور التي لا قدر الله: نأمر ونمنع باسم الملك، تحت طائلة السجن، مثل هذه الألعاب أن تلعب في المدينة في المستقبل ". هذه أول إشارة إلى كرة القدم.
في عام 1363, أصدر الملك إدوارد الثالث ملك إنجلترا إعلانًا يحظر «... كرة اليد، أو كرة القدم، أو الهوكي؛ التعقب ومصارعة الديوك، أو غيرها من الألعاب الخاملة»،  هذا أوضح أن «كرة القدم» - مهما كان شكلها في هذه الحالة - تم تمييزها عن الألعاب التي تتضمن أجزاء أخرى من الجسم، مثل كرة اليد.

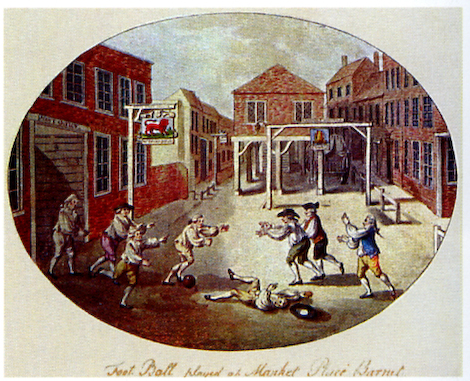
"كرة القدم" في فرنسا، حوالي عام 1750

تم لعب لعبة تُعرف باسم «كرة القدم» في اسكتلندا في وقت مبكر من القرن الخامس عشر: تم حظرها بموجب قانون كرة القدم لعام 1424 وعلى الرغم من عدم استخدام القانون إلا أنه لم يتم إلغاؤه حتى عام 1906. هناك أدلة على أن تلاميذ المدارس يلعبون لعبة كرة القدم في أبردين عام 1633 (تستشهد بعض المراجع بـ 1636) والتي تعتبر إشارة مبكرة لما اعتبره البعض أنه تمرير الكرة. كلمة "pass" في أحدث ترجمة مشتقة من "huc percute" (اضربها هنا) ولاحقًا "repercute pilam" (اضرب الكرة مرة أخرى) في الأصل اللاتيني. ليس من المؤكد أن الكرة تم ضربها بين أعضاء من نفس الفريق. الكلمة الأصلية التي تُرجمت على أنها «هدف» هي «ميتوم»، وتعني حرفياً «العمود الموجود في كل نهاية من مسار السيرك» في سباق العربات الرومانية. هناك إشارة إلى «الحصول على الكرة قبل أن يفعلها [لاعب آخر]» (Praeripe illi pilam si bundis agere) مما يشير إلى أن التعامل مع الكرة مسموح به. تنص إحدى الجمل في الترجمة الأصلية لعام 1930 على «ارمي نفسك باتجاهه» (Age, objice te illi).
قدم الملك هنري الرابع ملك إنجلترا أيضًا أحد أقدم الاستخدامات الموثقة للكلمة الإنجليزية «كرة القدم»، في عام 1409, عندما أصدر إعلانًا يحظر جباية المال مقابل «كرة القدم».
هناك أيضًا حساب باللغة اللاتينية يعود إلى نهاية القرن الخامس عشر لكرة القدم التي تُلعب في كاونتون، نوتينجهامشاير. هذا هو أول وصف لـ "لعبة الركل" والوصف الأول للمراوغة: "تسمى اللعبة التي التقيا من أجلها للتسلية من قبل بعض لعبة كرة القدم. هي لعبة يقوم فيها الشباب بدفع كرة ضخمة ليس برميها في الهواء بل بضربها ودحرجتها على الأرض، وذلك ليس بأيديهم ولكن بأقدامهم... الركل في الاتجاه المعاكس." قدم المؤرخ أول إشارة إلى ملعب كرة قدم، موضحًا أنه: "تم وضع علامة على الحدود وبدأت اللعبة.

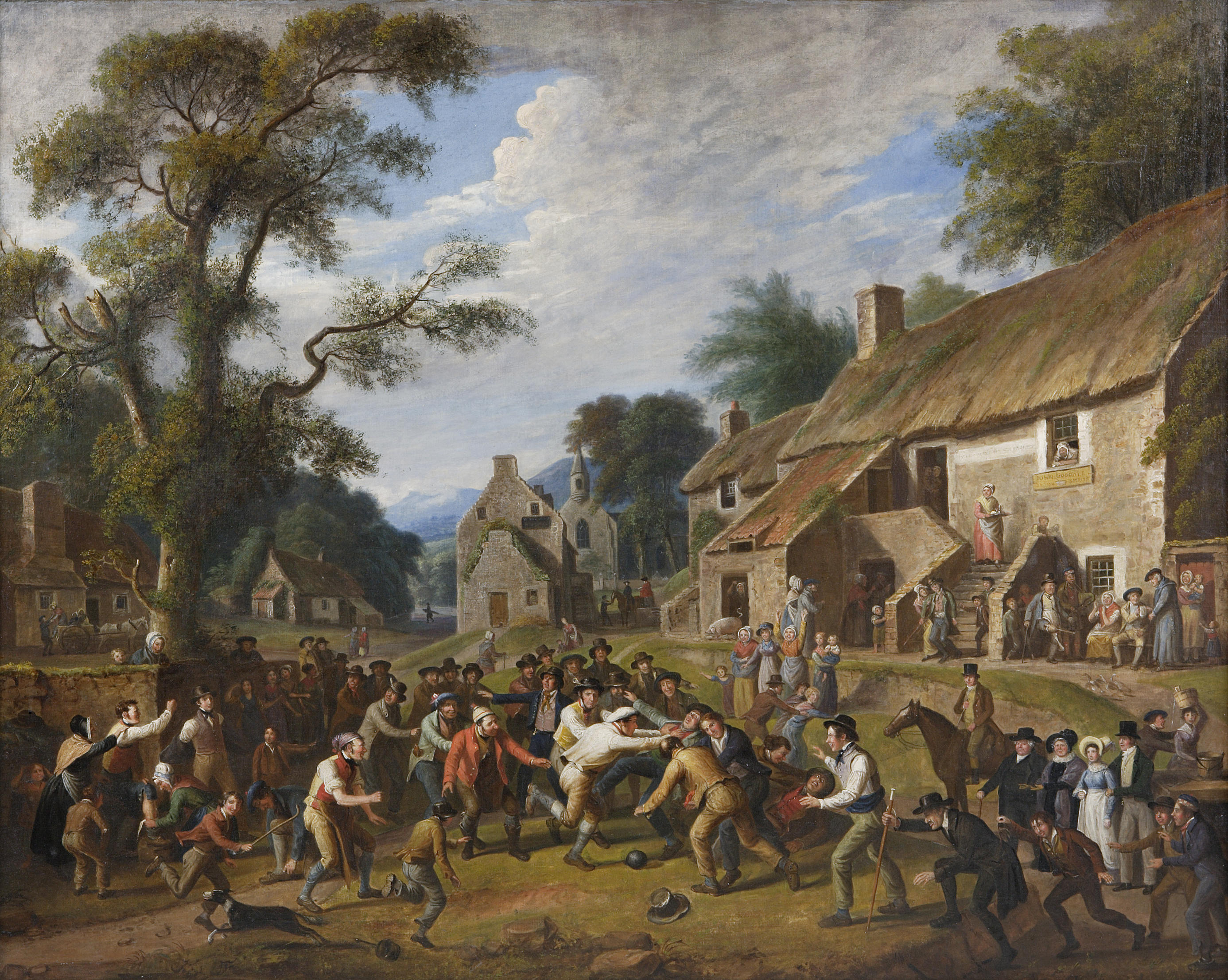
"كرة القدم" في اسكتلندا، حوالي. 1830

بدايات أخرى في العصور الوسطى وأوائل العصور الحديثة:
- ذُكرت كلمة «كرة القدم»، بمعنى الكرة وليس اللعبة، لأول مرة عام 1486.[38] هذه التدليل موجودة في كتاب السيدة جوليانا بيرنرز عن سانت ألبانز. تنص على ما يلي: «أداة دائرية معينة يمكن العزف عليها... إنها أداة للأقدام ومن ثم فهي تسمى في اللاتينية 'pila pedalis'، كرة القدم.» [34]
- أمر الملك هنري الثامن ملك إنجلترا بزوج من أحذية كرة القدم عام 1526.[39]
- وصف السير فيليب سيدني لأول مرة في عام 1580 النساء اللواتي يلعبن شكلاً من أشكال كرة القدم في إحدى قصائده: «هناك فرقة للجميع، غالبًا ما تقول والدتي، عندما تكون مرتدية التنانير التي تتأرجح، مع الفتيات في لعب كرة القدم.» [40]
- كانت الدلائل الأولى إلى الأهداف في أواخر القرن السادس عشر وأوائل القرن السابع عشر. في 1584 و1602 على التوالي، أشار جون نوردن وريتشارد كارو إلى «الأهداف» في لعبة Hurling الكورنية. وصف كارو كيف تم تسجيل الأهداف: «قاموا برمي شجرتين على الأرض ومباشرة ضدهم، عشرة أو اثني عشر سجل، وآخرون في نفس المسافة، والتي يسمونها أهدافهم».[41] كما أنه أول من وصف حراس المرمى وتمرير الكرة بين اللاعبين.
- كانت أول إشارة مباشرة لتسجيل هدف في مسرحية جون داي The Blind Beggar of Bethnal Green (تم أداؤها حوالي 1600 ؛ تم نشرها عام 1659): «سألعب لعبة كرة القدم في معسكر الكرة» (مجموعة متنوعة للغاية من ألعاب كرة القدم، التي كانت شائعة في شرق أنجليا). بالمثل في قصيدة عام 1613, يشير مايكل درايتون إلى «عندما تقذف الكرة، وتقودها إلى الهدف».

### كالتشيو فيورنتينو Calcio Fiorentino

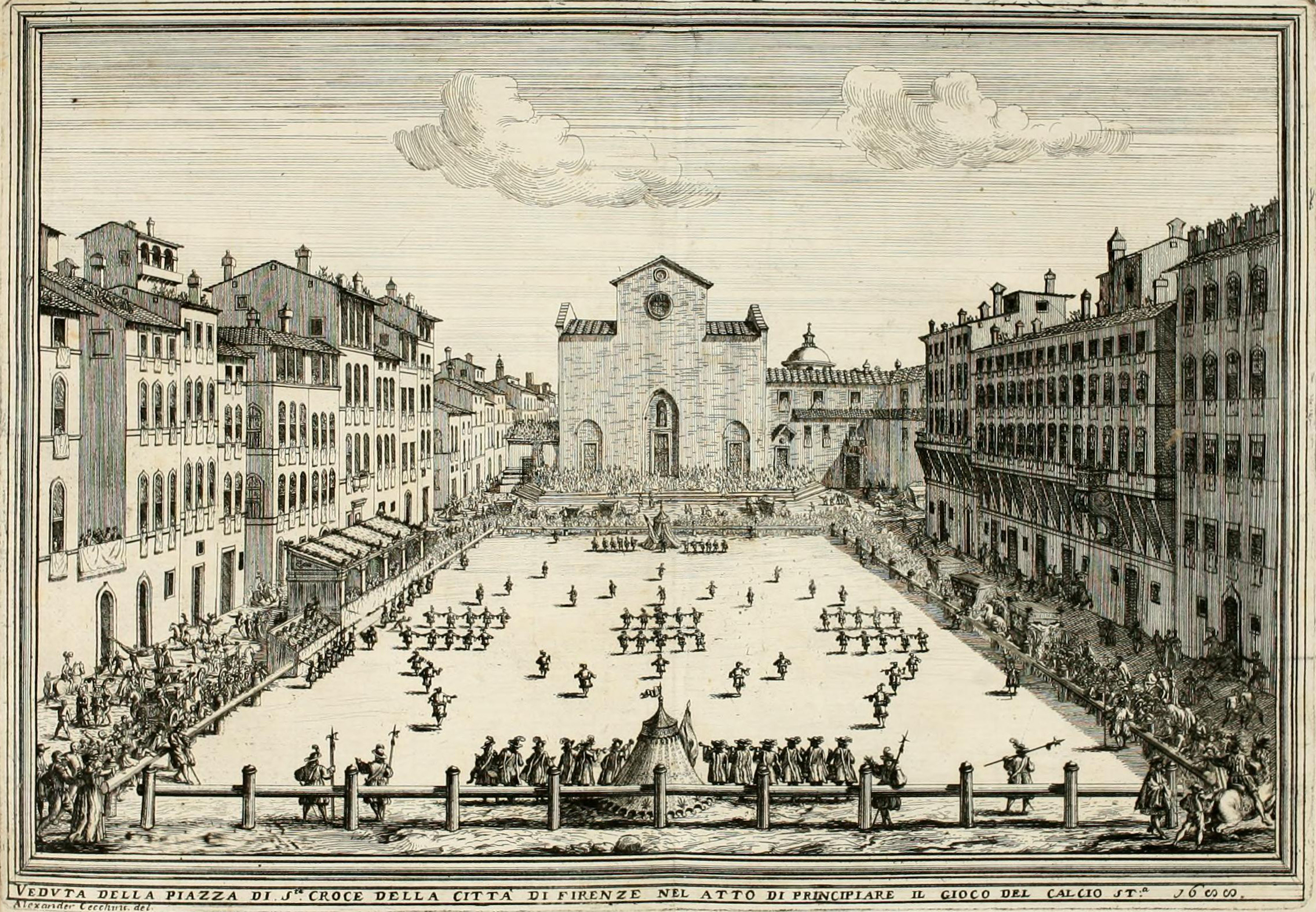
رسم توضيحي لميدان كالتشيو فيورنتينو ومراكز بداية المباراة، من كتاب يعود لعام 1688 بقلم بيترو دي لورنزو بيني

في القرن السادس عشر، احتفلت مدينة فلورنسا بالفترة ما بين عيد الغطاس والصوم الكبير من خلال لعبة تُعرف اليوم باسم «كالتشيو ستوريكو» («كرة الركل التاريخية») في ساحة سانتا كروتشي. كان الأرستقراطيون الشباب في المدينة يرتدون أزياء حريرية فاخرة ويلعبون شكلاً عنيفاً من كرة القدم. على سبيل المثال، يمكن للاعبي الكالتشيو أن يلكموا الخصوم وان يتدافعوا بالاكتاف ويركلوا. تم السماح بضربات أسفل الحزام. يقال إن اللعبة نشأت كتدريب عسكري. في عام 1580, كتب الكونت جيوفاني دي باردي دي فيرنيو Discorso sopra 'l giuoco del Calcio Fiorentino. يُقال أحيانًا أن هذا هو أقدم قانون قواعد لأي لعبة كرة قدم. لم تُلعب اللعبة بعد يناير 1739 (حتى أعيد إحياؤها في مايو 1930).

### الرفض الرسمي ومحاولات منع كرة القدم
كانت هناك عدة محاولات لحظر كرة القدم، بداية من العصور الوسطى وحتى العصر الحديث.و قد صدر أول قانون من هذا القبيل في إنجلترا عام 1314م؛ تبعه أكثر من 30 قنون آخر في إنجلترا وحدها في الفترة الممتدة بين عامي 1314م و1667م. :6مُنعت النساء من اللعب في ملاعب الدوري الإنجليزي والأسكتلندي لكرة القدم في عام 1921م، وهو الحظر الذي بم يتم رفعه حتى السبعينيات من القرن الماضي. ولا تزال لاعبات كرة القدم يواجهن مشاكل مماثلة في بعض أنحاء العالم.
واجهت كرة القدم الأمريكية أيضًا ضغوطًا كختلفة لحظر هذه الرياضة. تشبه اللعبة التي لعبت هناك في القرن التاسع عشر كرة القدم الغوغائية التي لعبت في أوروبا في العصور الوسطى، بما في ذلك نسخة مشهورة في حرم الجامعات عرفت قديماً باسم كرة القدم في الدرجة القديمة، وقامت عدة بلديات بحظراللعبة في منتصف القرن التاسع عشر. وبحلول القرن العشرين، تطورت اللعبة إلى لعبة الرغبي. في عام 1905م، كانت هناك دعوات لحظر كرة القدم الأمريكية في الولايات المتحدة بسبب العنف الكبير فيها. وأدى اجتماع في ذلك العام استضافه الرئيس الأمريكي حينها ثيودور روزفلت إلى تغييرات جذرية في القواعد تسببت في ابتعاد هذه الرياضة بشكل كبير عن الرغبي لتصبح أكثر شبهاً بالرياضة التي تُمارَس اليوم.

## إنشاء القواعد الحديثة

### المدارس العامة الإنجليزية
بينما استمر لعب كرة القدم بأشكال مختلفة في جميع أنحاء بريطانيا، فإن مدارسها العامة (المعادلة للمدارس الخاصة في البلدان الأخرى) يُنسب لها على نطاق واسع أربعة إنجازات رئيسية في إنشاء قوانين كرة القدم الحديثة. بدايةً، تشير الأدلة إلى أنها كانت مهمة في إبعاد كرة القدم عن شكلها «الغوغائي» وتحويلها إلى رياضة جماعية منظمة. ثانيًا، تم توثيق العديد من التوثيقات لكرة القدم والدلائل إليها من قبل الأشخاص الذين درسوا في هذه المدارس. ثالثًا، كان المعلمون والطلاب والطلاب السابقون من هذه المدارس هم الذين قاموا أولاً بتدوين ألعاب كرة القدم، لتمكين لعب المباريات بين المدارس. أخيرًا، كان الانقسام بين ألعاب «الركل» و«الركض» (أو «الحمل») واضحًا في المدارس الحكومية الإنجليزية.
أقرب دليل على أن الألعاب التي تشبه كرة القدم كانت تُلعب في المدارس العامة الإنجليزية - حضرها بشكل رئيسي الأولاد من الطبقات العليا والمتوسطة والمهنية - يأتي من الفولجاريا بواسطة ويليام هيرمان في عام 1519. كان هيرمان ناظرًا في كليتي إيتون ووينشستر، ويتضمن كتابه المدرسي اللاتيني تمرينًا للترجمة مع عبارة «سنلعب بكرة مليئة بالرياح».
وُصف ريتشارد مولكاستر، وهو طالب في كلية إيتون في أوائل القرن السادس عشر ومديرًا لمدارس إنجليزية أخرى، بأنه «أعظم مدافع عن كرة القدم في القرن السادس عشر». من بين مساهماته أول دليل على تنظيم فريق كرة القدم. تشير كتابات Mulcaster إلى«الفرق، والمراكز، والحكم والمدرب». تطورت «كرة القدم» على يد مولكاستر من الأشكال العنيفة لكرة القدم التقليدية:
عدد أصغر مع الإشراف، ينتظمون في الجانبين لا يلتحمون بأجسادهم بشكل عنيفː لا التحامات بالكتف أو احتكاكات بشكل بربري... ربما تزيد كرة القدم من قوة الجسم عن طريق الرجلين بشكل أساسي.
في عام 1633, ذكر ديفيد ويديربورن، وهو مدرس من أبردين، عناصر لعبة كرة القدم الحديثة في كتاب مدرسي لاتيني قصير يسمى فوكابولا. يشير Wedderburn إلى ما تمت ترجمته إلى اللغة الإنجليزية الحديثة باسم «الحفاظ على المرمى» ويشير إلى تمرير الكرة («اضربها هنا»). هناك إشارة إلى «الاستحواذ على الكرة»، مما يشير إلى السماح ببعض المناورة. من الواضح أن التدخلات المسموح بها تضمنت الالتحامات وإمساك اللاعبين المنافسين («دفع ذلك الرجل للخلف»).
يوجد وصف أكثر تفصيلاً لكرة القدم في كتاب الألعاب لفرانسيس ويلوبي، المكتوب في حوالي عام 1660. ويلوبي، الذي درس في مدرسة Bishop Vesey's Grammar School، Sutton Coldfield، هو أول من وصف الأهداف وملعبًا محددا: «له بوابة في كلا الطرفين. تسمى البوابات بأهداف». يتضمن كتابه رسمًا تخطيطيًا يوضح ملعب كرة قدم. كما ذكر التكتيكات («ترك بعض أفضل لاعبيهم لحراسة المرمى»)؛ التسجيل («هم الذين يستطيعون تسديد الكرة في مرمى خصومهم أولاً») والطريقة التي تم بها اختيار الفرق («يتم تقسيم اللاعبين بالتساوي حسب قوتهم ورشاقتهم»). إنه أول من وصف «قانون» كرة القدم: «يجب ألا يضربوا [ساق الخصم] أعلى من مستوى الكرة».
كانت المدارس الحكومية الإنجليزية هي الأولى في تقنين ألعاب كرة القدم. على وجه الخصوص، ابتكروا قواعد التسلل الأولى، خلال أواخر القرن الثامن عشر. في أولى مظاهر هذه القواعد، كان اللاعبون «في جهة الخصم» إذا وقفوا بين الكرة ومرمى المنافس. لم يُسمح للاعبين بتمرير الكرة للأمام سواء بالقدم أو باليد. يمكنهم فقط المراوغة بأقدامهم، أو التقدم بالكرة في شكل كتلة بشرية أو تشكيل مشابه. ومع ذلك، بدأت قوانين التسلل في الاختلاف والتطور بشكل مختلف في كل مدرسة، كما يتضح من قواعد كرة القدم من وينشستر، والرغبي، وهارو، وتشيلتنهام، بين عامي 1810 و1850. أول القواعد المعروفة - بمعنى مجموعة القواعد - كانت تلك الخاصة بإيتون في عام 1815  وألدنهام في عام 1825.)
خلال بدايات القرن التاسع عشر، كان على معظم أفراد الطبقة العاملة في بريطانيا العمل ستة أيام في الأسبوع، غالبًا لأكثر من اثنتي عشرة ساعة في اليوم. لم يكن لديهم الوقت ولا الرغبة في ممارسة الرياضة من أجل الترفيه، وفي ذلك الوقت، كان الكثير من الأطفال جزءًا من القوى العاملة. كانت كرة القدم في يوم العيد التي تُلعب في الشوارع في تراجع. أصبح الأولاد في المدارس الحكومية، الذين تمتعوا ببعض التحرر من العمل، هم مخترعي ألعاب كرة القدم المنظمة ذات القواعد الرسمية.
اعتمدت عدد من المدارس الحكومية كرة القدم كوسيلة لتشجيع التنافسية والحفاظ على لياقة الشباب. قامت كل مدرسة بصياغة قواعدها الخاصة، والتي تختلف اختلافًا كبيرًا بين المدارس المختلفة وتم تغييرها بمرور الوقت مع كل تقبل جديد للتلاميذ. تم تطوير مدرستين فكريتين فيما يتعلق بالقواعد. بعض المدارس فضلت لعبة التي يمكن أن تقوم على الكرة (كما في لعبة الركبي، مارلبورو وشلتنهام)، في حين فضل آخرون تطوير لعبة تعتمد على الركل والمراوغة (كما في إيتون، هارو، وستمنستر وشارترهاوس). كان التقسيم إلى هذين المعسكرين نتيجة جزئياً للظروف التي لعبت فيها المباريات. على سبيل المثال، كان لدى تشارترهاوس وويستمنستر في ذلك الوقت مناطق لعب محددة ؛ كان الأولاد مقيدين بلعب الكرة داخل أروقة المدرسة، مما جعل من الصعب عليهم تبني ألعاب جري قاسية.

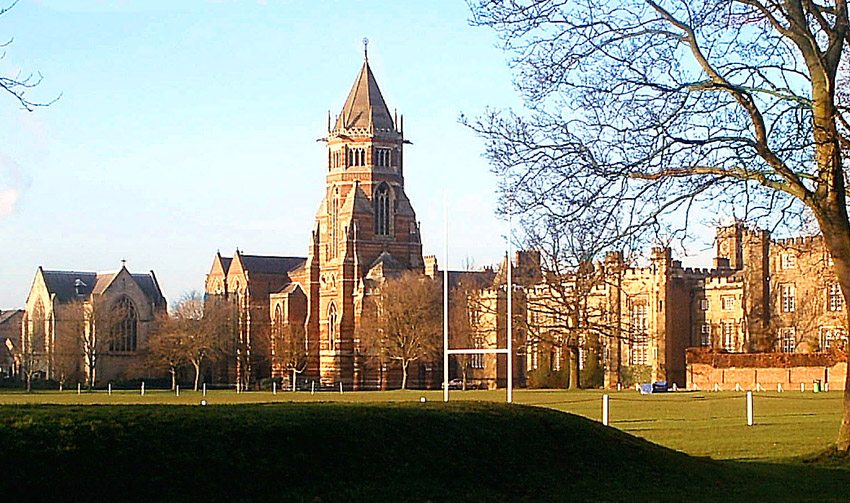
على الرغم من أن مدرسة الرغبي (في الصورة) أصبحت مشهورة بسبب نسخة تطورت إلى كرة الرغبي هناك في عام 1823, إلا أن معظم المؤرخين الرياضيين يرفضون هذه النسخة قائلين إنها ملفقة

ويقال إن ويليام ويب إليس، تلميذ في مدرسة الرغبي في عام 1823, «مع تجاهل جيد لقواعد كرة القدم في ذلك الوقت، أخذ الكرة أولاً بين ذراعيه وركض بها، وبالتالي صنع السمة المميزة للعبة الرغبي».عادة ما يقال أن هذا الحدث هو بداية لعبة كرة الرغبي، ولكن هناك القليل من الأدلة على حدوثه، ويعتقد معظم المؤرخين الرياضيين أن القصة ملفقة. غالبًا ما يساء تفسير فعل «أخذ الكرة بين ذراعيه» على أنه «التقاط الكرة» حيث يُعتقد على نطاق واسع أن «مخالفة» ويب إليس لم تكن لمس الكرة بيده، كما هو الحال في كرة القدم الحديثة، ولكن التعامل مع الكرة في ذلك الوقت كان مسموحًا به في كثير من الأحيان وفي بعض الحالات إلزاميًا،  القاعدة التي أظهر ويب إليس تجاهلها كانت السير إلى الأمام معها لأن قواعد ذلك الوقت تسمح للاعب فقط بالتراجع للخلف أو الركل إلى الأمام.
كان ازدهار النقل بالسكك الحديدية في بريطانيا خلال أربعينيات القرن التاسع عشر يعني أن الناس كانوا قادرين على السفر لمسافات أبعد وبأقل قدر من الجهد عما كانوا عليه من قبل. أصبحت المسابقات الرياضية بين المدارس ممكنة. ومع ذلك، كان من الصعب على المدارس أن تلعب مع بعضها البعض في كرة القدم، حيث لعبت كل مدرسة بقواعدها الخاصة. كان حل هذه المشكلة عادة أن يتم تقسيم المباراة إلى نصفين، يتم لعب النصف وفقًا لقواعد المدرسة المضيفة، والنصف الآخر من قبل المدرسة الزائرة.
تمت صياغة القواعد الحديثة للعديد من قوانين كرة القدم خلال منتصف أو أواخر القرن التاسع عشر.
بصرف النظر عن كرة القدم الرغبي، بالكاد تم استخدام قواعد المدارس العامة خارج حدود ملاعب كل مدرسة. ومع ذلك، لا يزال يتم لعب العديد منهم في المدارس التي أنشأتها.

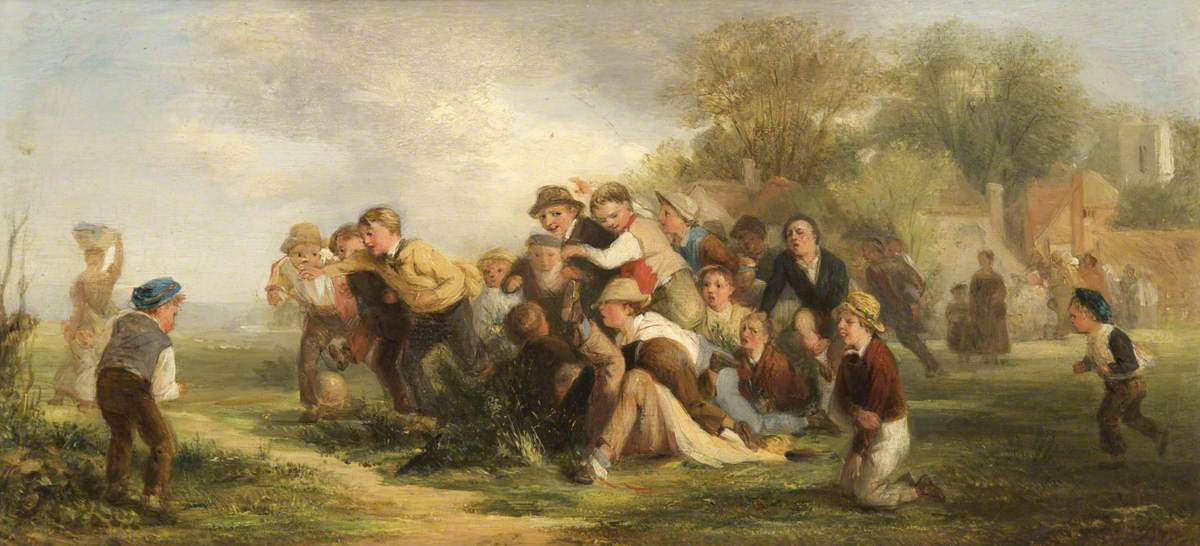
مباراة كرة قدم (1839) للرسام البريطاني توماس ويبستر

بدأت هيمنة المدارس العامة على الرياضة في المملكة المتحدة في التلاشي بعد <i id="mwAic">قانون المصنع لعام</i> 1850, مما زاد بشكل كبير من وقت الترفيه المتاح لأطفال الطبقة العاملة. قبل عام 1850, كان على العديد من الأطفال البريطانيين العمل ستة أيام في الأسبوع، لأكثر من اثنتي عشرة ساعة في اليوم. من عام 1850, لم يتمكنوا من العمل قبل 6 صباحا (7 صباحًا في الشتاء) أو بعد 6 مساءً في أيام الأسبوع (7 مساءً في الشتاء)؛ في أيام السبت، كان عليهم التوقف عن العمل في الساعة 2 مساء هذه التغييرات تعني أن أطفال الطبقة العاملة لديهم المزيد من الوقت للألعاب، بما في ذلك أشكال مختلفة من كرة القدم.
أولى المباريات المعروفة بين المدارس الحكومية هي كما يلي:

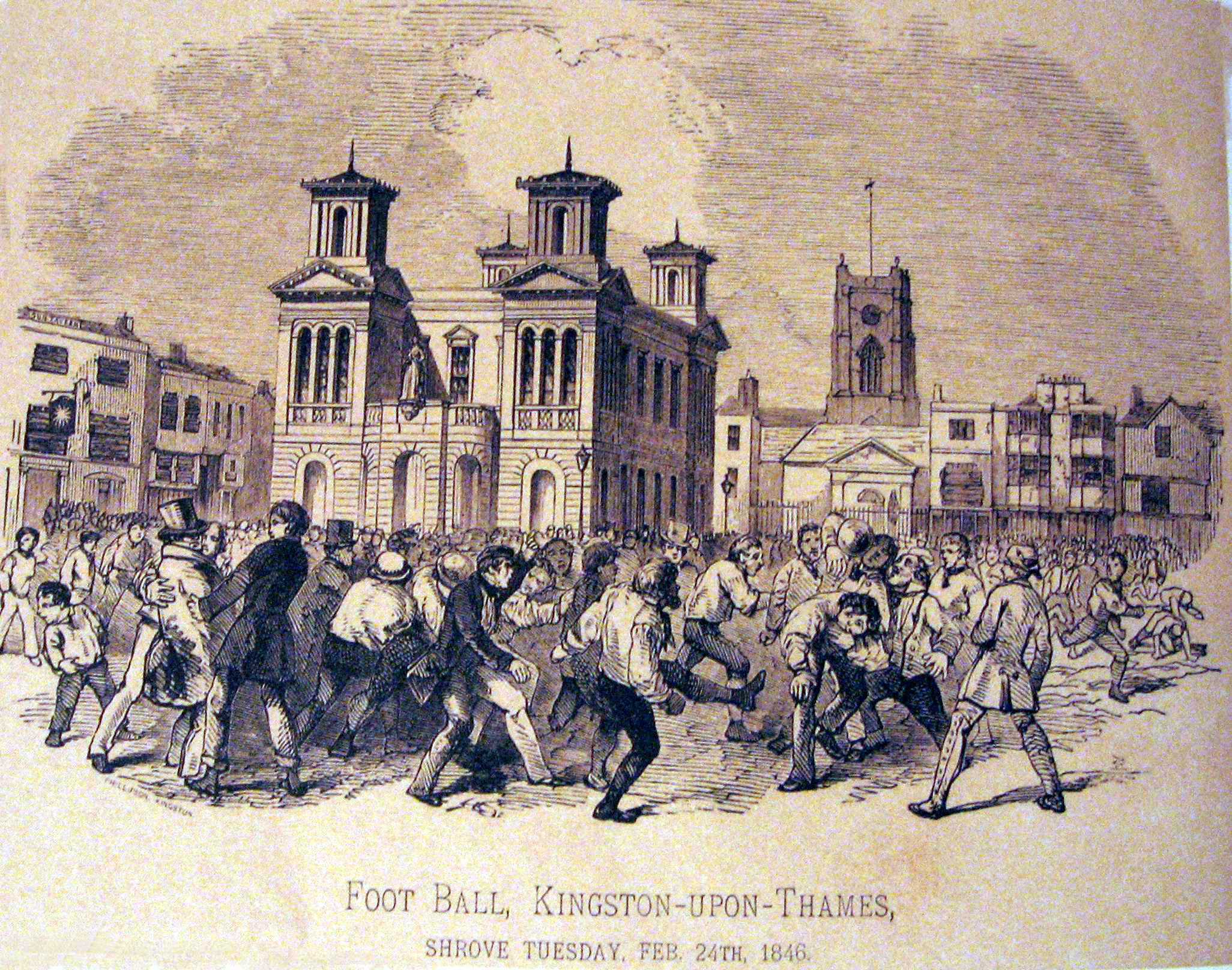
مباراة كرة القدم في 1846 Shrove Tuesday في إنجلترا

- 9 ديسمبر 1834: مدرسة إيتون ضد. مدرسة هارو.[57]
- اربعينيات القرن التاسع عشر: اولد روغبيانس ضد أولد سالوبيانس (لعبت في جامعة كامبريدج).[58]
- اربعينيات القرن التاسع عشرː اولد روغبيانس ضد أولد سالوبيانس (لعبت في جامعة كامبريدج في العام التالي).[58]
- 1852: مدرسة هارو ضد مدرسة وستمنستر.[58]
- 1857: مدرسة هايليبيري ضد مدرسة وستمنستر.[58]
- 24 فبراير 1858: فورست سكول ضد مدرسة تشيجويل.[59]
- 1858: مدرسة وستمنستر ضد كلية وينشستر.[58]
- 1859: مدرسة هارو ضد مدرسة وستمنستر.[58]
- 19 نوفمبر 1859: كلية رادلي ضد اولد ويكيهامسيتس.[58]
- 1 ديسمبر 1859: اولد مالبوريانز ضد اولد روغبيانز (لعبوا في كرايست تشيرش، أكسفورد).[58]
- 19 ديسمبر 1859: اولد ويكيهامسيتس ضد اولد هاروفيانس (لعبت في كنيسة المسيح، أكسفورد).[58]

### الأوائل

#### النوادي
بدأت الأندية الرياضية المخصصة للعب كرة القدم في القرن الثامن عشر، على سبيل المثال جمعية الجمباز بلندن التي تأسست في منتصف القرن الثامن عشر وتوقفت عن لعب المباريات في عام 1796.
أول ناد موثق يحمل في العنوان إشارة إلى «نادي كرة القدم» كان يسمى «نادي كرة القدم» في إدنبرة، اسكتلندا، خلال الفترة 1824-1841. منع النادي العرقلة لكنه سمح بالدفع والإمساك والتقاط الكرة.
في عام 1845, تم تكليف ثلاثة أولاد في مدرسة الرغبي بتدوين القواعد التي يتم استخدامها في المدرسة. كانت هذه أول مجموعة من القواعد (أو التعليمات البرمجية) المكتوبة لأي شكل من أشكال كرة القدم. ساعد هذا أيضًا في انتشار لعبة الرغبي.
أولى المباريات المعروفة التي تضم أندية أو مؤسسات مدرسية غير عامة هي كما يلي:
- 13 فبراير 1856: شارترهاوس ضد مستشفى سانت بارثوليمو.[64]
- 7 نوفمبر 1856: مدرسة بيدفورد ضد بيدفورد تاون.[65]
- 13 ديسمبر 1865: قضية كلية سنبري العسكرية ضد. ليتلتون السادة.[66]
- ديسمبر 1857: جامعة إدنبرة ضد نادي ادنبره الأكاديمي.[67]
- 24 نوفمبر 1858: مدرسة وستمنستر ضد نادي Dingley Dell.[68]
- 12 مايو 1859: مدرسة تافيستوك ضد مدرسة برينستاون.[69]
- 5 نوفمبر 1859: مدرسة إيتون ضد جامعة أكسفورد.[70]
- 22 فبراير 1860: مدرسة شارتر هاوس ضد نادي Dingley Dell.[71]
- 21 يوليو 1860: ملبورن ضد ريتشموند.[72]
- 17 ديسمبر 1860: الفوج 58 ضد شيفيلد.[73]
- 26 ديسمبر 1860: شيفيلد ضد هالام.[74]

#### مسابقات
يعد كأس كوردنر-إجليستون من أطول مسابقات كرة القدم المستمرة، حيث يتم التنافس عليها بين مدرسة ملبورن جرامر وكلية سكوتش في ملبورن كل عام منذ عام 1858. يعتقد الكثيرون أن هذه هي المباراة الأولى لكرة القدم الأسترالية، على الرغم من أنها لعبت بموجب القواعد التجريبية في عامها الأول. كانت أول بطولة لكأس كرة القدم هي كأس كاليدونيان للتحدي، التي تبرعت بها جمعية كاليدونيا الملكية في ملبورن، والتي لعبت في عام 1861 بموجب قوانين ملبورن. أقدم دوري كرة قدم هو مسابقة كرة الرغبي، كأس تحدي المستشفيات المتحدة (1874), في حين أن أقدم كأس للرغبي هي كأس يوركشاير، التي يتم التنافس عليها منذ عام 1878. اتحاد كرة القدم في جنوب أستراليا (30 أبريل 1877) هو أقدم مسابقة كرة قدم بقواعد أسترالية. أقدم كأس كرة قدم مستمرة حالياً هي كأس يودان (1867) وأقدم مسابقة وطنية لكرة القدم هي كأس الاتحاد الإنجليزي (1871). دوري كرة القدم الإنجليزية (1888) أطول دوري لكرة القدم مستمر حتى الآن. جرت أول مباراة دولية لكرة القدم على <i id="mwAqQ">الإطلاق</i> بين فريقين يمثلان إنجلترا واسكتلندا في 5 مارس 1870 على الملعب البيضاوي تحت إشراف الاتحاد الإنجليزي. تم تنظيم أول لعبة رغبي دولية في عام 1871.

#### كرة القدم حديثاً

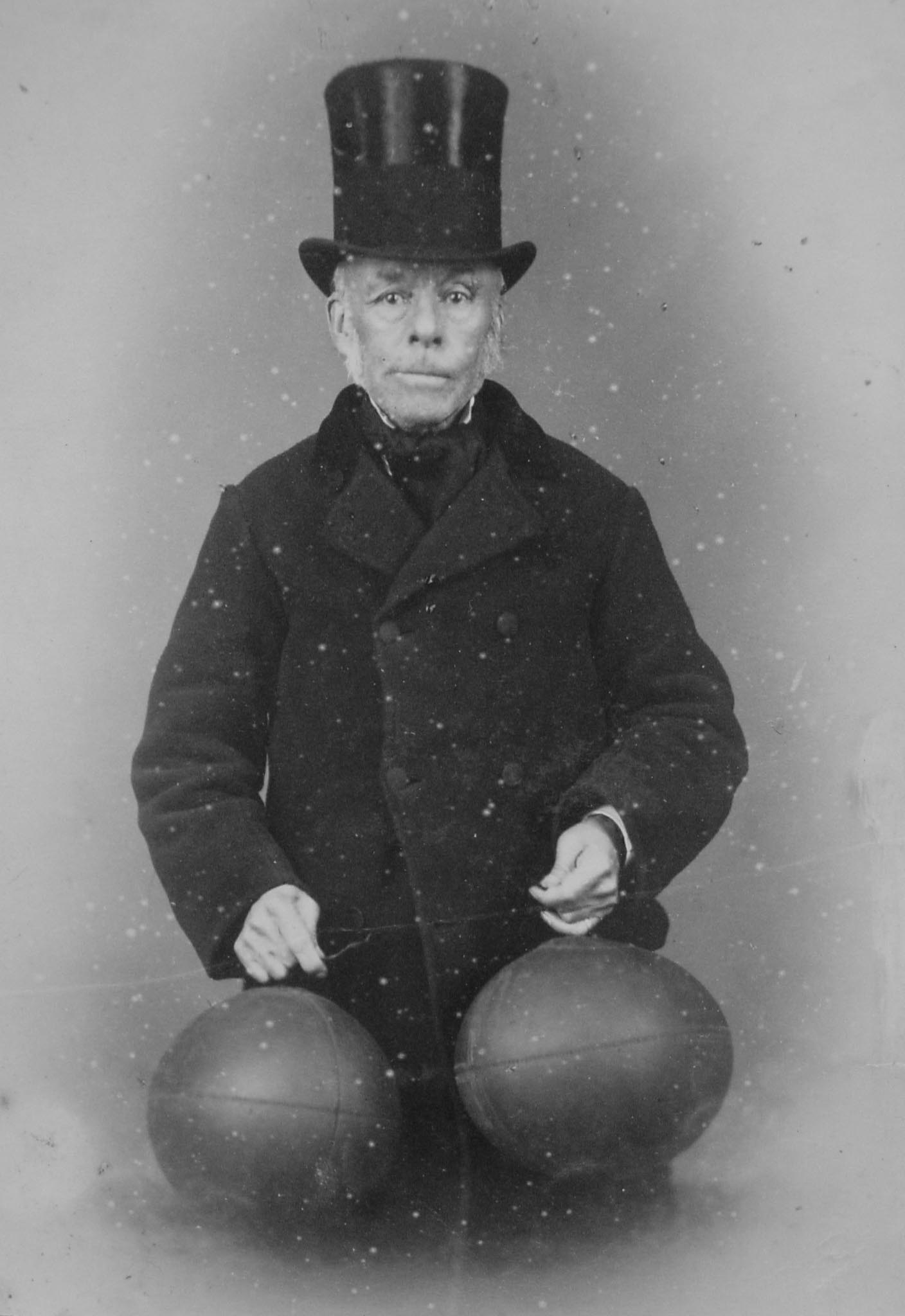
يُعتقد أن ريتشارد ليندون (الذي شوهد عام 1880) قد اخترع كرات القدم الأولى باستخدام المثانات المطاطية

في أوروبا، كانت كرات القدم بداية تصنع من مثانات الحيوانات، وبشكل أكثر تحديدًا مثانات الخنازير، التي كانت تنفخ. تم إدخال أغطية جلدية لاحقًا للسماح للكرات بالحفاظ على شكلها. ومع ذلك، في عام 1851, عرض كل من ريتشارد ليندون وويليام جيلبرت، وكلاهما صانع أحذية من بلدة رغبي (بالقرب من المدرسة)، كرات مستديرة وبيضاوية الشكل في المعرض الكبير في لندن. يُقال إن زوجة ريتشارد ليندون قد ماتت بسبب مرض الرئة الناجم عن انفجار مثانات الخنازير. كما فاز ليندون بميداليات عن اختراع «المثانة المطاطية القابلة للنفخ» و«المضخة اليدوية النحاسية».
في عام 1855, عرض المخترع الأمريكي تشارلز جوديير - الذي حصل على براءة اختراع للمطاط المفلكن - كرة قدم كروية، مع واجهة خارجية من الألواح المطاطية المفلكنة، في معرض باريس العالمي. أثبتت الكرة شعبيتها في الأشكال المبكرة لكرة القدم في الولايات المتحدة 
الكرة الأيقونية ذات النمط المنتظم من السداسيات والخماسيات (انظر مجسم عشري الوجوه) لم تصبح شائعة حتى الستينيات، واستخدمت لأول مرة في كأس العالم عام 1970.

#### تكتيكات تمرير الكرة الحديثة
تمت كتابة أول إشارة إلى لعبة كرة قدم يشارك فيها لاعبون يمررون الكرة ويحاولون التسجيل في مرمى حارس المرمى في عام 1633 من قبل ديفيد ويديربورن، الشاعر والمدرس في أبردين، اسكتلندا. ومع ذلك، فإن النص الأصلي لا يذكر ما إذا كانت التدليل إلى التمرير كـ «ركل الكرة للخلف» ("Repercute Pilam") كانت في اتجاه للأمام أو للخلف أو بين أعضاء من نفس الفريقين المتنافسين (كما كان معتادًا في هذا الوقت) 
تم تسجيل كرة القدم «العلمية» لأول مرة في عام 1839 من لانكشاير  وفي اللعبة الحديثة في كرة القدم الرغبي من عام 1862  ومن شيفيلد إف سي في وقت مبكر من عام 1865. أول فريق لعب في لعبة تمرير جماعية كان المهندسين الملكي AFC في 1869-1870  بحلول عام 1870 كان المهندسون يمررون الكرة: «كريسويل، الذي أخذ الكرة إلى الجانب ثم ركلها إلى المنتصف إلى لاعب من الفريق الآخر، والذي سددها عبر القوائم في الدقيقة التي سبقت انتهاء الوقت». كان التمرير سمة منتظمة لأسلوبهم. بحلول أوائل عام 1872, كان المهندسون أول فريق كرة قدم يشتهر «باللعب معًا بشكل جميل». تم تسجيل تمريرة مزدوجة لأول مرة من مباراة مدرسة ديربي ضد نوتنغهام فورست في مارس 1872, أول تمريرة قصيرة : «قام السيد Absey بالمراوغة بالكرة لمسافة نصف طول الملعب وتمريرها إلى واليس، الذي ركلها بذكاء أمام الهدف، وضعها الكابتن في الحال بين عارضتي مرمى فريق نوتنغهام». كان أول جانب أتقن التشكيل الحديث هو جامعة كامبريدج AFC  وقدم تشكيل 2-3-5 «الهرم».

### قواعد كامبريدج
خلال القرن التاسع عشر، تم وضع العديد من القواعد لقواعد لكرة القدم في جامعة كامبريدج، من أجل تمكين الطلاب من المدارس العامة المختلفة من اللعب مع بعضهم البعض. أثرت قواعد كامبريدج لعام 1863 على قرار اتحاد كرة القدم بحظر حمل الكرة بأسلوب الرغبي في أول مجموعة قوانين خاصة به.

### قواعد شيفيلد
بحلول أواخر خمسينيات القرن التاسع عشر، تم تشكيل العديد من أندية كرة القدم في جميع أنحاء العالم الناطق باللغة الإنجليزية، تلعب قواعد مختلفة لكرة القدم. نادي شيفيلد لكرة القدم، الذي تأسس عام 1857 في مدينة شيفيلد الإنجليزية من قبل ناثانيال كريسويك وويليام بيرست، تم الاعتراف به لاحقًا باعتباره أقدم نادٍ في العالم يلعب كرة القدم. ومع ذلك، لعب النادي في البداية بالقواعد كرة القدم الخاص به: قواعد شيفيلد. كان القانون مستقلاً إلى حد كبير عن قواعد المدرسة العامة، وكان الاختلاف الأكثر أهمية هو عدم وجود قاعدة التسلل.
كان القانون مقدمة للعديد من الابتكارات التي انتشرت لاحقًا في كرة القدم. وشملت هذه الركلات الحرة والركلات الركنية وكرة اليد ورميات التماس والعارضة. بحلول سبعينيات القرن التاسع عشر أصبحت قواعدهم سائدة في شمال ووسط إنجلترا. في هذا الوقت، أدت سلسلة من التغييرات في القواعد من قبل كل من منظمتي London وSheffield إلى تقليل الاختلافات بين اللعبتين تدريجيًا حتى اعتماد قواعد مشتركة في عام 1877.

### قواعد كرة القدم الأسترالية

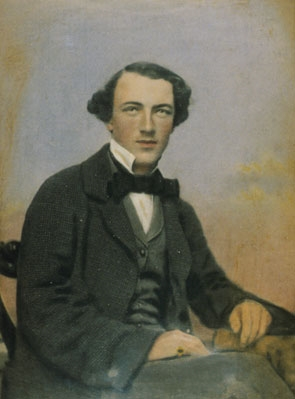
توم ويلز، الذي يُنظر إليه على نطاق واسع على أنه أبو كرة القدم الأسترالية

هناك أدلة من الأرشيفيعلى أن مباريات «كرة القدم» كانت تُلعب في أجزاء مختلفة من أستراليا طوال النصف الأول من القرن التاسع عشر. تعود أصول لعبة كرة القدم المنظمة المعروفة اليوم باسم القواعد الأسترالية لكرة القدم إلى عام 1858 في ملبورن، عاصمة فيكتوريا.
في يوليو 1858, كتب توم ويلز، لاعب كريكيت أسترالي المولد تلقى تعليمه في مدرسة الرغبي في إنجلترا، رسالة إلى Bell's Life in Victoria &amp; Sporting Chronicle، دعا فيها إلى «نادي كرة القدم» مع «مدونة قوانين» للحفاظ على لياقة لاعبي الكريكيت خلال فصل الشتاء. يعتبر المؤرخون هذه اللحظة حاسمة في وضع قواعد كرة القدم الأسترالية. من خلال الدعاية والاتصالات الشخصية، تم تنسيق مباريات كرة القدم في ملبورن التي جربت قواعد مختلفة،  ولعبت أولى مبارياتها في 31 يوليو 1858. بعد أسبوع واحد، حكم ويلز على مباراة تلاميذ بين مدرسة ملبورن جرامر وكلية سكوتش. بعد هذه المباريات، زادت شعبية كرة القدم المنظمة في ملبورن بسرعة.

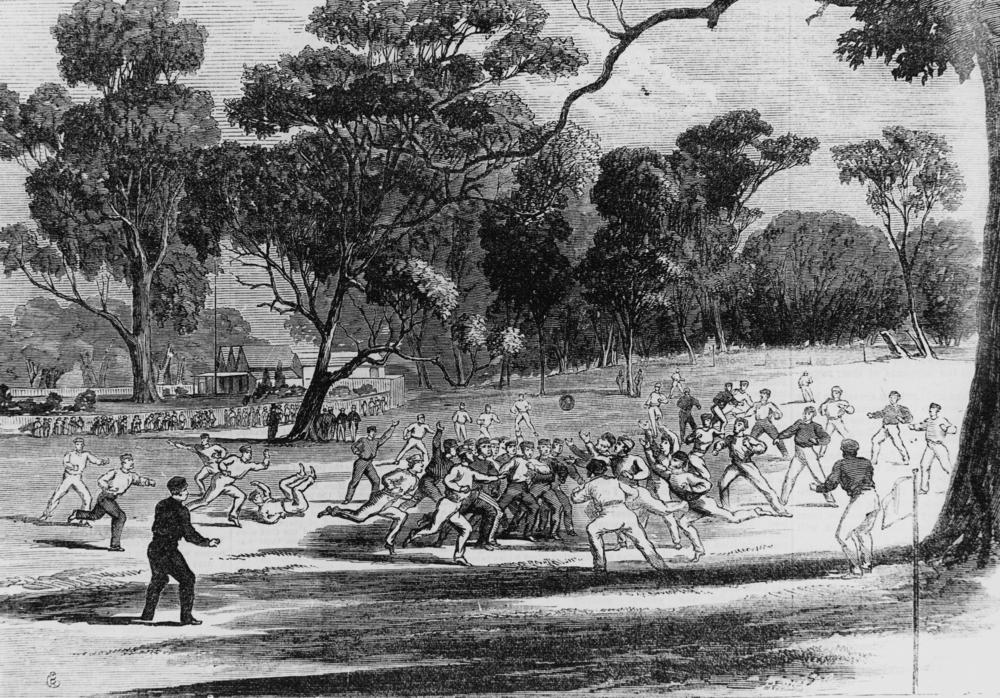
نقش خشبي لمباراة كرة قدم مع القواعد الأسترالية في ريتشموند بادوك، ملبورن, 1866

قام ويلز وآخرون من المشاركين في هذه المباريات المبكرة بتشكيل نادي ملبورن لكرة القدم (أقدم نادي كرة قدم أسترالي) في 14 مايو 1859. التقى أعضاء النادي: Wills وWilliam Hammersley وJB Thompson وThomas H. Smith بهدف تشكيل مجموعة من القواعد التي سيتم تبنيها على نطاق واسع من قبل الأندية الأخرى. ناقشت اللجنة القواعد المستخدمة في ألعاب المدارس العامة الإنجليزية ؛ ويلز دفع باتجاه قواعد كرة الرغبي مختلفة عن التي تعلمها أثناء دراسته. تشترك القواعد الأولى في أوجه تشابه مع هذه الألعاب، وتم تشكيلها لتلائم الظروف الأسترالية. وأشار إتش سي إيه هاريسون، وهو شخصية بارزة في كرة القدم الأسترالية، إلى أن ابن عمه ويلز يريد «لعبة خاصة بنا». كانت القواعد مميزة في انتشار العلم، والركلة الحرة، والتدخل، وعدم وجود قاعدة تسلل، وأن اللاعبين تمت معاقبتهم على وجه التحديد لرمي الكرة.
تم توزيع قواعد كرة القدم في ملبورن على نطاق واسع وتبنتها الأندية الفيكتورية الأخرى تدريجيًا. تم تحديث القواعد عدة مرات خلال ستينيات القرن التاسع عشر لاستيعاب قواعد أندية كرة القدم الفيكتورية الأخرى المؤثرة. إعادة صياغة مهمة في عام 1866 من قبل لجنة HCA Harrison لاستيعاب قواعد نادي جيلونج لكرة القدم، مما يجعل اللعبة المعروفة آنذاك باسم «القواعد الفيكتورية» التي تميزت بشكل متزايد عن القواعد الأخرى.انتشرت اللعبة بسرعة إلى المستعمرات الأسترالية الأخرى. خارج معقلها في جنوب أستراليا، شهدت القواعد فترة كبيرة من التراجع في أعقاب الحرب العالمية الأولى، لكنها نمت منذ ذلك الحين في جميع أنحاء أستراليا وفي أجزاء أخرى من العالم، وظهر دوري كرة القدم الأسترالي باعتباره المنافسة الاحترافية المهيمنة.

### اتحاد كرة القدم
خلال أوائل ستينيات القرن التاسع عشر، كانت هناك محاولات متزايدة في إنجلترا للتوحيد والتوفيق بين مختلف الألعاب المدرسية العامة. في عام 1862, كان JC Thring، الذي كان أحد القوى الدافعة وراء قواعد كامبريدج الأصلية، أستاذًا في مدرسة Uppingham وأصدر قواعده الخاصة لما أسماه «اللعبة الأبسط» (تُعرف هذه أيضًا باسم قواعد Uppingham). في أوائل أكتوبر 1863, تم وضع نسخة جديدة منقحة أخرى من قواعد كامبريدج من قبل لجنة مكونة من سبعة أعضاء تمثل التلاميذ السابقين من هارو وشروزبري وإيتون والرغبي ومارلبورو وويستمنستر.
في حانة الماسونيين، شارع جريت كوين، لندن مساء 26 أكتوبر 1863, التقى ممثلو العديد من أندية كرة القدم في منطقة العاصمة لندن لحضور الاجتماع الافتتاحي لاتحاد كرة القدم (FA). كان هدف الاتحاد هو إنشاء قواعد موحدة وتنظيم ممارسة اللعبة بين أعضائها. بعد الاجتماع الأول، تمت دعوة المدارس الحكومية للانضمام إلى الجمعية. رفضوا جميعًا، باستثناء تشارترهاوس وأوبنغهام. في المجموع، تم عقد ستة اجتماعات لاتحاد كرة القدم بين أكتوبر وديسمبر 1863. بعد الاجتماع الثالث، تم نشر مسودة مجموعة القواعد. ومع ذلك، في بداية الاجتماع الرابع، تم لفت الانتباه إلى قواعد كامبردج المنشورة مؤخرًا لعام 1863. اختلفت قواعد كامبريدج عن مسودة قواعد اتحاد كرة القدم في مجالين مهمين ؛ وهي الجري (حمل) الكرة والعرقلة (ركل اللاعبين المنافسين في السيقان). كانت قاعدتا الاتحاد الإنجليزي المثيرتان للجدل على النحو التالي:
```
تاسعاً. يحق للاعب الركض بالكرة نحو مرمى خصه إذا قام باستخلاص الكرة بشكل سليم أو أخذ الكرة من بداية اللعب ؛ ولكن في حالة الاستخلاص السليم، إذا وضع علامته فلن يركض.
```

X. إذا ركض أي لاعب بالكرة باتجاه مرمى خصه، فإن أي لاعب على الجانب الآخر له الحرية في عرقلته أو إمساكه أو الالتحام به أو انتزاع الكرة منه، ولكن لا يجوز مسك أي لاعب وعرقلته في نفس الوقت.
في الاجتماع الخامس، تم اقتراح إلغاء هاتين القاعدتين. أيد معظم المندوبين ذلك، لكن إف إم كامبل، ممثل بلاكهيث وأول أمين صندوق الاتحاد لكرة القدم، اعترض. قال: «العرقلة هي كرة القدم الحقيقية». ومع ذلك، تم تنفيذ اقتراح حظر الركض والكرة في متناول اليد والعرقلة وانسحب بلاكهيث من اتحاد كرة القدم. بعد الاجتماع الأخير في 8 ديسمبر، نشر اتحاد كرة القدم «قوانين كرة القدم»، وهي أول مجموعة شاملة من القواعد للعبة عُرفت فيما بعد باسم اتحاد كرة القدم. مصطلح "soccer"، المستخدم منذ أواخر القرن التاسع عشر، مشتق من اختصار جامعة أكسفورد لكلمة "Association".
لا تزال قواعد الاتحاد الإنجليزي الأولى تحتوي على عناصر لم تعد جزءًا من اتحاد كرة القدم، ولكن لا يزال من الممكن التعرف عليها في الألعاب الأخرى (مثل كرة القدم الأسترالية وكرة الرغبي): على سبيل المثال، يمكن للاعب أن يحقق هدفًا ويطالب بخطأ، ويمنح ركلة حرة ؛ وإذا لمس اللاعب الكرة من خلف خط مرمى الخصم، يستحق فريقه ركلة حرة على المرمى على 15 ياردة (13.5 متر) أمام خط المرمى.

### كرة الرغبي

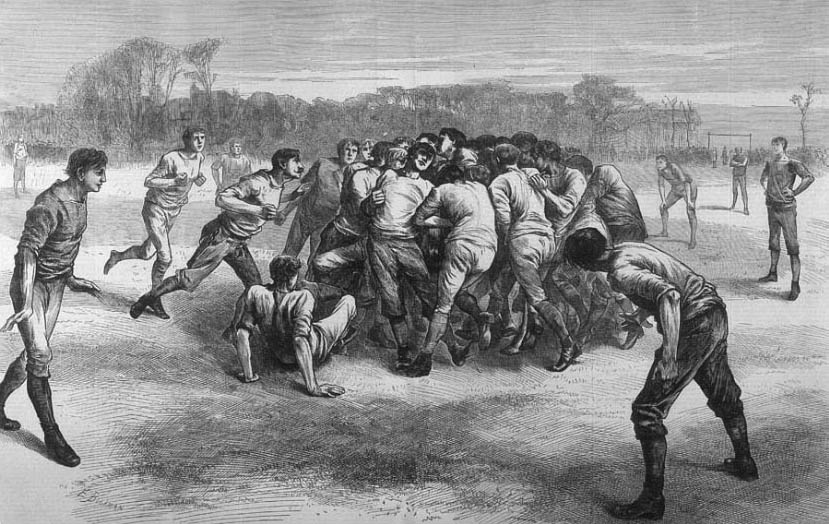
المشاجرة الأخيرة لإدوين بوكمان، تصور لعبة الرغبي في عام 1871

في بريطانيا، بحلول عام 1870, كان هناك 49 ناديًا يلعبون أشكالًا مختلفة من لعبة مدرسة الرغبي. كما توجد أندية «الرغبي» في أيرلندا وأستراليا وكندا ونيوزيلندا. ومع ذلك، لم تكن هناك مجموعة قواعد مقبولة بشكل عام للرغبي حتى عام 1871, عندما اجتمع 21 ناديًا من لندن معًا لتشكيل اتحاد كرة الرغبي (RFU). تم تبني أول قواعد RFU رسمية في يونيو 1871. سمحت هذه القواعد بتمرير الكرة. تضمنت أيضًا المحاولة، حيث سمحا بلمس الكرة فوق الخط بمحاولة الهدف، على الرغم من أهداف الرمي من العلامات واللعب العام، وتحويلات الجزاء لا تزال هي الشكل الرئيسي للمنافسة.
انقسمت كرة الرغبي إلى اتحاد الرغبي ورابطة الرغبي وكرة القدم الأمريكية وكرة القدم الكندية. لعب توم ويلز كرة قدم الرغبي في إنجلترا قبل أن يؤسس قواعد كرة القدم الأسترالية.

### قواعد كرة القدم في أمريكا الشمالية
كما كان الحال في بريطانيا، بحلول أوائل القرن التاسع عشر، لعبت المدارس والجامعات في أمريكا الشمالية ألعابها المحلية الخاصة، بين الطلاب. على سبيل المثال، لعب الطلاب في كلية دارتموث في نيو هامبشاير لعبة تسمى كرة القدم في الدرجة القديمة، وهي نوع مختلف من قواعد كرة القدم التابعة للاتحاد، في عشرينيات القرن التاسع عشر. لقد ظلوا إلى حد كبير من ألعاب «كرة القدم الغوغائية»، حيث حاول عدد كبير من اللاعبين دفع الكرة إلى منطقة المرمى، غالبًا بأي وسيلة ضرورية. كانت القواعد بسيطة، وكان العنف والإصابة أمرًا شائعًا. أدى عنف ألعاب الغوغاء هذه إلى احتجاجات واسعة النطاق وقرار بالتخلي عنها. حظرت جامعة ييل، بضغط من مدينة نيو هافن، ممارسة جميع أشكال كرة القدم في عام 1860, بينما حذت جامعة هارفارد حذوها عام 1861. في مكانه، تطور نوعان عامان من كرة القدم: ألعاب «الركل» و«الركض». هجين من الاثنين، المعروفة باسم «لعبة بوسطن»، لعبت من قبل مجموعة تعرف باسم نادي كرة القدم أونيدا. تم تشكيل النادي، الذي يعتبره بعض المؤرخين على أنه أول ناد رسمي لكرة القدم في الولايات المتحدة، في عام 1862 على يد تلاميذ لعبوا «لعبة بوسطن» في بوسطن كومون. بدأت اللعبة في العودة إلى حرم الجامعات الأمريكية في أواخر ستينيات القرن التاسع عشر. بدأت جامعات ييل وبرينستون (المعروفة آنذاك باسم كلية نيو جيرسي) وروتجرز وبراون في ممارسة ألعاب «الركل» خلال هذا الوقت. في عام 1867, استخدمت برينستون قواعد تستند إلى تلك الخاصة بالاتحاد الإنجليزي لكرة القدم.

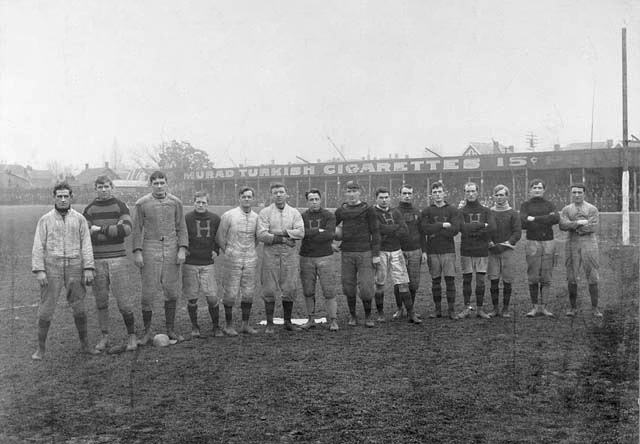
نمور هاملتون، أونتاريو، حوالي عام 1906. تأسس عام 1869 باسم نادي هاميلتون لكرة القدم، واندمج في النهاية مع هاميلتون فلاينج وايلد كاتس لتشكيل هاميلتون تايجر كاتس، وهو فريق لا يزال نشطًا في الدوري الكندي لكرة القدم.

في كندا، كانت أول مباراة كرة قدم موثقة عبارة عن لعبة تمرين لعبت في 9 نوفمبر 1861, في يونيفرسيتي كوليدج، جامعة تورنتو (حوالي 400 ياردة غرب كوينز بارك). أحد المشاركين في اللعبة التي شارك فيها طلاب جامعة تورنتو كان (السير) ويليام مولوك، الذي أصبح لاحقًا مستشارًا للمدرسة. في عام 1864, في كلية ترينيتي، تورنتو، وضع إف بارلو كمبرلاند، وفريدريك بيثون، وكريستوفر جوين، أحد مؤسسي ميلتون، ماساتشوستس، قواعد قائمة على كرة الرغبي. «لعبة الجري»، التي تشبه كرة الرغبي، تم اعتمادها من قبل نادي مونتريال لكرة القدم في كندا في عام 1868.

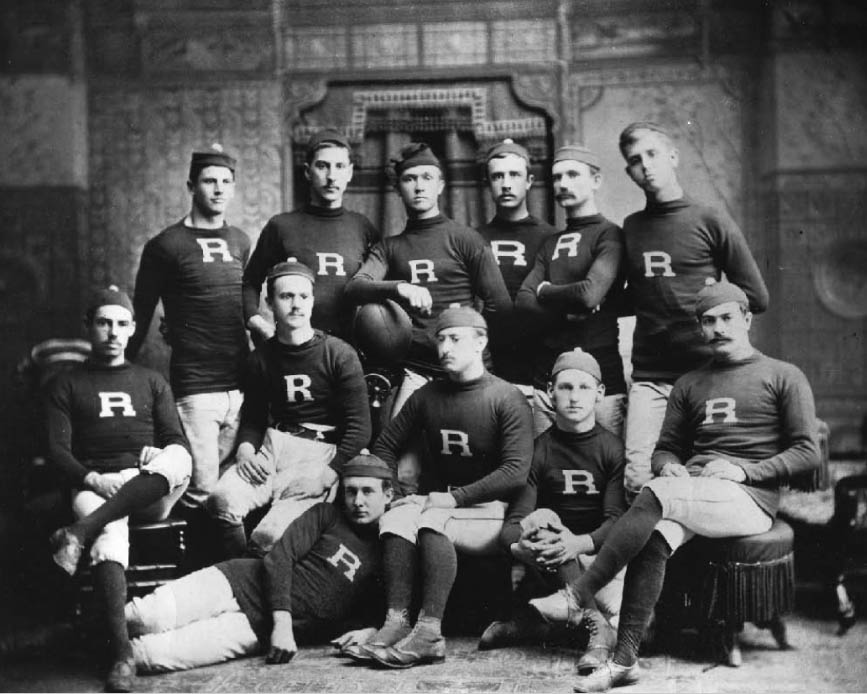
لعبت جامعة روتجرز (في الصورة هنا في عام 1882) أول لعبة كرة قدم بين الجامعات ضد برينستون في عام 1869

في 6 نوفمبر 1869, واجه روتجرز برينستون في لعبة تم لعبها بالكرة المستديرة، ومثل جميع الألعاب المبكرة، استخدمت قواعد مرتجلة. عادة ما تعتبر أول لعبة كرة قدم أمريكية بين الكليات.

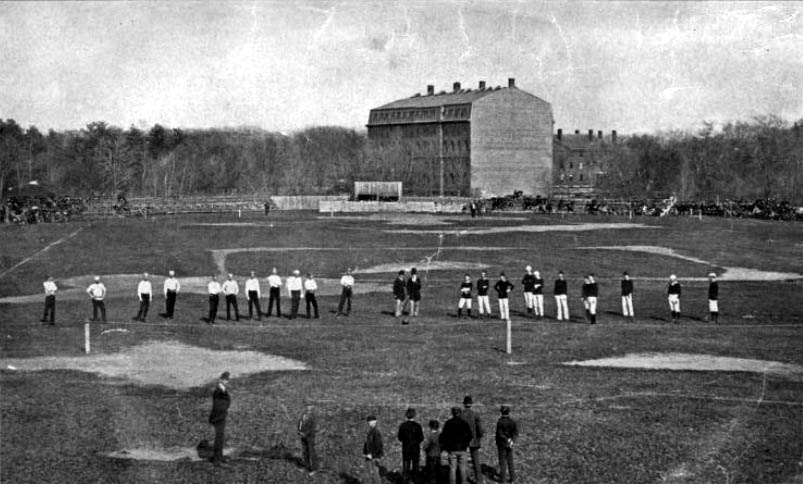
مباراة هارفارد ضد ماكجيل عام 1874. تعتبر أول لعبة كرة قدم رغبي يتم لعبها في الولايات المتحدة

نشأت كرة القدم الحديثة في أمريكا الشمالية من مباراة بين جامعة ماكجيل في مونتريال وجامعة هارفارد في عام 1874. خلال اللعبة، تناوب الفريقان بين القواعد المستندة إلى الرغبي التي تستخدمها ماكجيل وقواعد لعبة بوسطن التي تستخدمها جامعة هارفارد. في غضون سنوات قليلة، تبنت جامعة هارفارد قواعد ماكجيل وأقنعت فرق جامعية أمريكية أخرى بفعل الشيء نفسه. في 23 نوفمبر 1876, التقى ممثلون من هارفارد وييل وبرينستون وكولومبيا في مؤتمر ماساسيت في سبرينغفيلد، ماساتشوستس، ووافقوا على اعتماد معظم قواعد اتحاد الرغبي لكرة القدم، مع بعض الاختلافات.
في عام 1880, ابتكر والتر كامب، مدرب ييل، عددًا من الابتكارات الرئيسية، والذي أصبح عنصرًا أساسيًا في مؤتمرات Massasoit House حيث تمت مناقشة القواعد وتغييرها. كان أهم تغييرين في قواعد كامب، اللذان ابعدا اللعبة الأمريكية عن لعبة الرغبي، هما استبدال لعبة الركبي بخط الالتحام ووضع قواعد المسافة والمسافة.  ومع ذلك، ظلت كرة القدم الأمريكية رياضة عنيفة حيث أدت الاصطدامات في كثير من الأحيان إلى إصابات خطيرة وحتى الموت في بعض الأحيان. دفع هذا الرئيس الأمريكي ثيودور روزفلت لعقد اجتماع مع ممثلي كرة القدم من هارفارد وييل وبرينستون في 9 أكتوبر 1905, وحثهم على إجراء تغييرات جذرية. تم إدخال تغيير على القواعد في عام 1906, والذي تم تصميمه لفتح اللعبة وتقليل الإصابة، وهو إدخال التمريرة القانونية إلى الأمام. على الرغم من عدم استخدامه بشكل كافٍ لسنوات، فقد ثبت أنه أحد أهم التغييرات في القواعد في إنشاء اللعبة الحديثة.
على مر السنين، استوعبت كندا بعض التطورات في كرة القدم الأمريكية في محاولة لتمييزها عن لعبة الرغبي الأكثر توجهاً. في عام 1903م، تبنى اتحاد أونتاريو للرغبي لكرة القدم قواعد Burnside، التي طبقت خط الالتحام ونظام الهبوط والمسافة من كرة القدم الأمريكية، من بين أمور أخرى. ثم طبقت كرة القدم الكندية التمريرة القانونية في عام 1929م. تظل كرة القدم الأمريكية والكندية قواعد مختلفة، نابعًا من تغييرات القواعد التي اعتمدها الجانب الأمريكي من الحدود لكن الجانب الكندي لم يفعل ذلك.

### كرة القدم الغالية

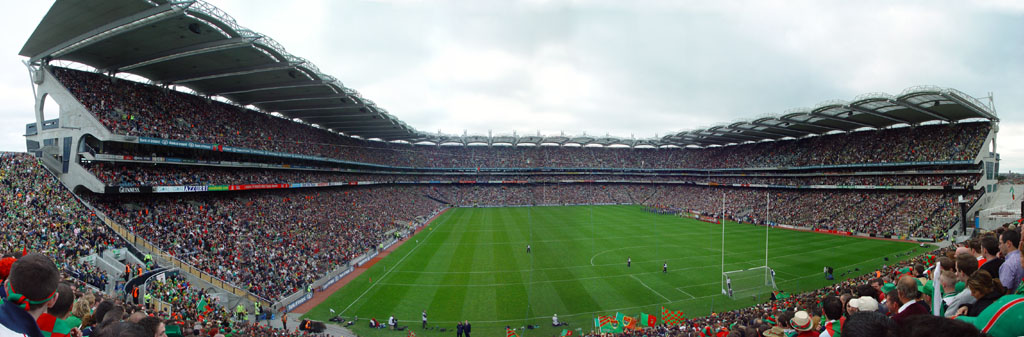
نهائي كرة القدم لعموم أيرلندا في كروك بارك, 2004

في منتصف القرن التاسع عشر، بقيت العديد من ألعاب كرة القدم التقليدية، والتي أشير إليها مجتمعة باسم caid، تحظى بشعبية في أيرلندا وخاصة في مقاطعة كري. وقد وصف أحد المراقبين وهو الأب دبليو فيريس، شكلين رئيسيين من ألعاب الـ caid خلال هذه الفترة:«اللعبة الميدانية» حيث كان الهدف منها هو وضع الكرة من خلال أهداف تشبه القوس، تكونت من أغصان شجرتين، و«لعبة اختراق الضاحية» الملحمية التي استغرقت معظم ساعات نهار يوم الأحد الذي لعبت فيه، وفاز بها أحد الفريقين وهو يأخذ الكرة عبر حدود الأبرشية.كانت «المصارعة» و«الإمساك» باللاعبين المنافسين وحمل الكرة كلها مسموح بها.
بحلول سبعينيات القرن التاسع عشر، بدأت لعبة الرغبي وكرة القدم في الانتشار في أيرلندا. Trinity College Dublin معقلًا مبكرًا للرغبي (انظرفي قسم التطورات في فترة 1850. تم توزيع قواعد اتحاد الكرة الإنجليزية على نطاق واسع. بدأت الأشكال التقليدية لـ caid تفسح المجال لـ «لعبة الخشونة والعرقلة» التي تسمح بالعرقلة.
لم تكن هناك محاولة جادة لتوحيد وتقنين كرة القدم الأيرلندية وذلك حتى إنشاء الاتحاد الغالي الرياضيGaelic Athletic Association(GAA) في عام 1884م. سعى GAA إلى الترويج للرياضات الأيرلندية التقليدية، مثل القذف ورفض الألعاب المستوردة من الخارج مثل لعبة الركبي وكرة القدم. وضع موريس دافين أول قواعد كرة القدم الغالية ونشرت في مجلة United Ireland في 7 فبراير1887م. أظهرت قواعد دافين تأثير الألعاب مثل القذف والرغبة في إضفاء الطابع الرسمي على مدونة أيرلندية مميزة لكرة القدم. كان المثال الرئيسي على هذا التمايز هو عدم وجود قاعدة التسلل (وهي خاصية لم تتقاسمها سوى الألعاب الأيرلندية الأخرى مثل القذف والقواعد الأسترالية لكرة القدم).

### الانشقاق في كرة الرغبي

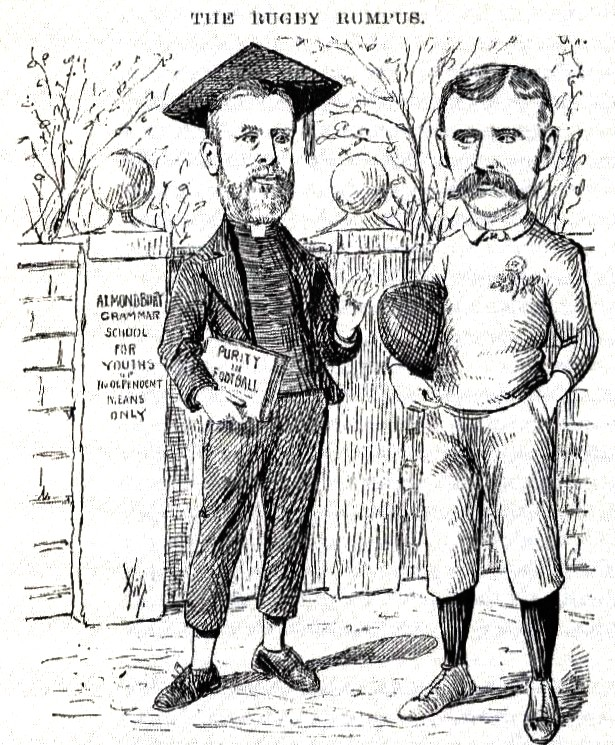
رسم كاريكاتوري إنجليزي من تسعينيات القرن التاسع عشر يسخر من الانقسام في كرة الرغبي مما أدى إلى تشكيل رابطة الرغبي. الرسوم الكاريكاتورية للقس. فرانك مارشال، الخصم اللدود لمدفوعات اللاعبين، وجيمس ميلر، الخصم القديم لمارشال. تقول التسمية التوضيحية: مارشال: «أوه، أيها الصبي المشاغب، لا ألعب مع الأولاد الذين لا يستطيعون قضاء إجازة في كرة القدم في أي يوم يحلو لهم!» ميلر: «نعم، هذا أنت فقط من أجل T ؛ يمكنك أن تفعل ذلك بحيث لا يمكن لأي فتى لم يكن والده مليونيرا أن يلعب على الإطلاق في فريق جيد حقًا. من ناحيتي، لا أرى أي سبب يمنع الرجال الذين يكسبون المال من المشاركة في إنفاقه».

تأسس المجلس الدولي لكرة الرغبي (IRFB) في عام 1886م،  ولكن الخلافات حول القواعد ظهرت. بدأ الاحتراف بالتسلل إلى مختلف قوانين كرة القدم.
في إنجلترا بحلول تسعينيات القرن التاسع عشر تسبب حظر اتحاد الرغبي لكرة القدم طويل الأمد على اللاعبين المحترفين في حدوث توترات إقليمية داخل كرة الرغبي، حيث كان العديد من اللاعبين في شمال إنجلترا من الطبقة العاملة ولم يكن بإمكانهم تحمل تكاليف إجازة للتدريب والسفر واللعب والتعافي من الغصابات. لم يكن هذا مختلفًا كثيراً عما حدث منذ عشر سنوات في كرة القدم في شمال إنجلترا، لكن رد فعل السلطات كان مختلفًا تمامًا في RFU، في محاولة لإبعاد دعم الطبقة العاملة في شمال إنجلترا. في عام 1895م، بعد نزاع حول الدفع للاعب تعويضات مالية محل الأجور المفقودة نتيجة لعب الرغبي، التقى ممثلو الأندية الشمالية في هدرسفيلد لتشكيل اتحاد الرغبي الشمالي (NRFU). سمحت الهيئة الجديدة في البداية فقط بأنواع مختلفة من بدائل لأجور اللاعب. ومع ذلك خلال عامين، تمكن اللاعبون في NRFU من الحصول على راتب ثابت، لكن كان عليهم الحصول على وظيفة خارج الرياضة.
مع مرور الوقت أصبح RFU للرغبي، الذي تلعب فيه الأندية التي بقيت أعضاء في الاتحادات الوطنية التابعة للـ IRFB، يُعرف باسم اتحاد الرغبي.

### عولمة اتحاد كرة القدم
أضحت الحاجة إلى هيئة واحدة للإشراف على كرة القدم واضحة في بدايات القرن العشرين وذلك مع تزايد شعبية المباريات الدولية. ترأس الاتحاد الإنجليزي لكرة القدم عدداً من المناقشات حول إنشاء هيئة دولية، لكنه لم يُحرز أي تقدم في هذا الصدد. ثم اتفقت جمعيات من سبع دول أوروبية أخرى: فرنسا وبلجيكا والدنمارك وهولندا وإسبانيا والسويد وسويسرا على إنشاء اتحاد دولي. تأسس الاتحاد الدولي لكرة القدم (فيفا) في باريس في 21 مايو 1904م. وأول رئيس له كان الصحفي الفرنسي روبرت غيران. ظل الاسم والاختصار الفرنسيان شائعان حتى خارج البلدان الناطقة بالفرنسية.

### مزيد من الاختلاف بين رمزي الرغبي
تباينت القواعد في رابطة الرغبي بشكل كبير عن تلك الخاصة باتحاد الرغبي في عام 1906م، مع تخفيض لاعبي الفريق من 15 إلى 13 لاعباً. في عام 1907م، قام فريق محترف من نيوزيلندا للرغبي بجولة في كل من أستراليا وبريطانيا، وقوبل باستجابة حماسية، وتم إنشاء دوريات الرغبي المحترفة في أستراليا في العام التالي. ومع ذلك، اختلفت قواعد الألعاب الاحترافية من دولة إلى أخرى، وكان من الضروري إجراء مفاوضات بين مختلف الهيئات الوطنية لتحديد القواعد الدقيقة لكل مباراة دولية. استمر هذا الوضع حتى عام 1948م، عندما تم تشكيل الاتحاد الدولي للرغبي (RLIF) بتشجيع من الدوري الفرنسي في اجتماع في بوردو.
خلال النصف الثاني من القرن العشرين، تغيرت القواعد بشكل أكبر. في عام 1966م، استعار مسؤولوا رابطة الرغبي مفهوم كرة القدم الأمريكية للأسفل : خيث سُمح للفريق بالاحتفاظ بالكرة لأربع تدخلات (يحتفظ اتحاد الرغبي بالقاعدة الأصلية التي تنص على أن اللاعب الذي يتم التعامل معه وإسقاطه إلى الأرض يجب أن يرمي الكرة على الفور). تمت زيادة الحد الأقصى لعدد التدخلات بعد ذلك إلى ستة (في عام 1971م), وأصبح هذا معروفًا في رابطة الرغبي بقاعدة التدخلات الستة.
مع ظهور المحترفين بدوام كامل في فترة أوائل التسعينيات، وما تبع ذلك من تطور اللعبة، أصبحت المسافة بين الجانبين التي يبلغ طولها خمسة أمتار بين الفريقين 10 متر، وتم تغيير قاعدة الاستبدال بقواعد التبادل المختلفة، بالإضافة لتغييرات أخرى.
تغيرت قوانين اتحاد الرغبي أيضًا خلال القرن العشرين، على الرغم من أنها أقل أهمية من قوانين رابطة الرغبي. على وجه الخصوص، تم إلغاء الأهداف من العلامات، وتم معاقبة الركلات من خارج خط 22 مترًا، وتم وضع قوانين جديدة لتحديد الاستحواذ على الكرة بعد ضربة غير حاسمة أو الضربة القاضية.
في عام 1995م، أصبح اتحاد الرغبي كلعبة «مفتوحة»، وسمح للاعبين المحترفين. على الرغم من أن الخلاف الأصلي بين القواعد اختفى الآن- وعلى الرغم من حقيقة أن المسؤولين من كلا الشكلين من كرة الرغبي أكدوا في أحيانا على إمكانية إعادة التوحيد - فقد تباعدت قواعد كلا اللعبتين والثقافة المرتبطة بها إلى حد يجعل هذا الحدث غير مرجح في المستقبل القريب.

## استخدام كلمة «كرة القدم»
يمكن أن تدل الكلمة كرة القدم، عند استخدامها من أجل لإشارة إلى لعبة معينة من أي من تلك المذكورة أعلاه. لذلك حدث جدال كبير حول مصطلح كرة القدم، ويرجع ذلك بالأساس إلى استخدامه بمعاني مختلفة في أجزاء مختلفة من العالم الناطق باللغة الإنجليزية. في غالبا تُستخدم كلمة «كرة القدم» للإشارة إلى قواعد كرة القدم التي تعتبر سائدة في منطقة معينة (وهو اتحاد كرة القدم في معظم البلدان). لذا فإن ما تعنيه كلمة «كرة القدم» يكون عادة معتمدا على المكان الذي يقول الشخص فيه هذه الكلمة.

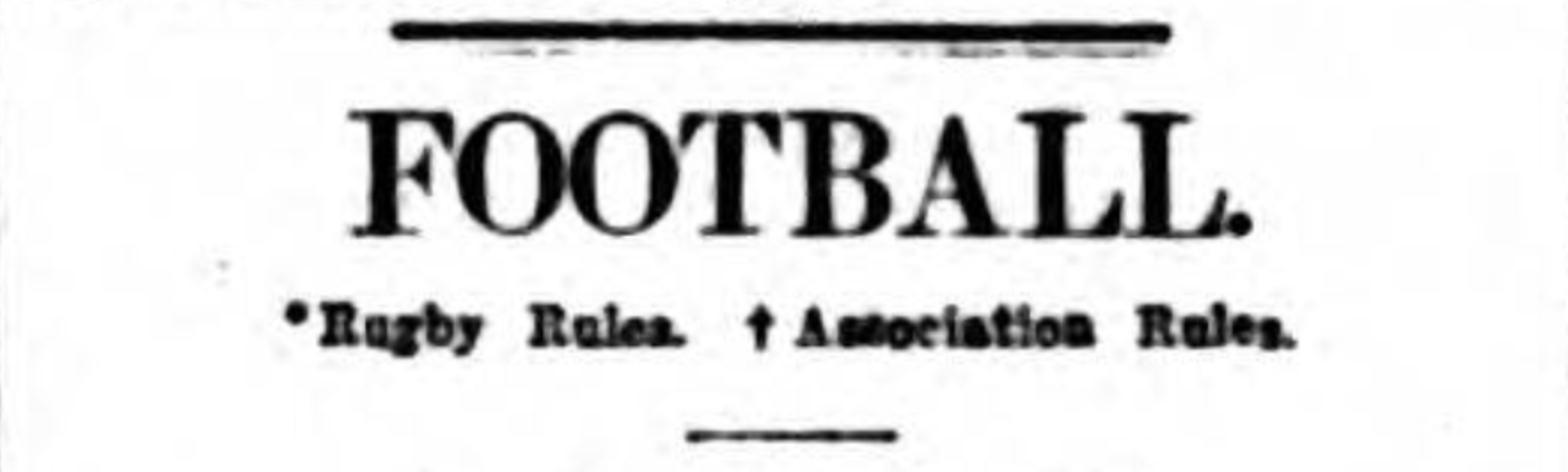
عنوان من الصفحة الأولى لصحيفة سبورتمان (لندن) بتاريخ 25 نوفمبر 1910, يوضح الاستخدام المستمر لكلمة "كرة القدم" لتشمل كل من اتحاد كرة القدم والرغبي

في كل من المملكة المتحدة والولايات المتحدة وكندا، قواعد كرة القدم واحدة تعرف بـ «كرة القدم»، بينما تتطلب القواعد الأخرى شرحا. في نيوزيلندا، كانت كلمة «كرة القدم» تشير تاريخيًا إلى اتحاد الرغبي، ولكن في الآونة الأخيرة يمكن استخدامها بدون شروط للإشارة إلى اتحاد كرة القدم. الرياضة التي تعنيها كلمة «كرة القدم» في أستراليا هي إما قواعد كرة القدم الأسترالية أو رابطة الرغبي، اعتمادًا على الشعبية المحلية. في منطقة كيبيك الناطقة بالفرنسية، حيث تحظى كرة القدم الكندية بشعبية أكبر، تعرف القواعد الكندية باسم le football بينما تُعرف كرة القدم الأمريكية باسم le football américain وتعرف رابطة كرة القدم باسم le soccer.
من بين 45 دولة منتسبة إلى الاتحاد الدولي لكرة القدم (Fédération Internationale de Football Association) والتي تعتبر الإنجليزية لغة رسمية أو أساسية، يستخدم معظمها حاليًا كرة القدم في الأسماء الرسمية لمنظماتهم ؛ تستخدم الشركات التابعة لـ FIFA في كندا والولايات المتحدة Soccer في أسمائها. قام عدد قليل من المنتسبين إلى FIFA مؤخرًا «بتطبيع» استخدام «كرة القدم»، بما في ذلك:
- غير الاتحاد الأسترالي لكرة القدم اسمه في 2005 من "soccer" إلى "football" [122]
- أعادت الهيئة الحاكمة لنيوزيلندا تسمية نفسها في عام 2007, قائلة إن «اللعبة الدولية تسمى كرة القدم football».[123]
- تحولت ساموا من «اتحاد ساموا لكرة القدم soccer» إلى «اتحاد ساموا لكرة القدم football» في عام 2009.[124][125]

## الشعبية

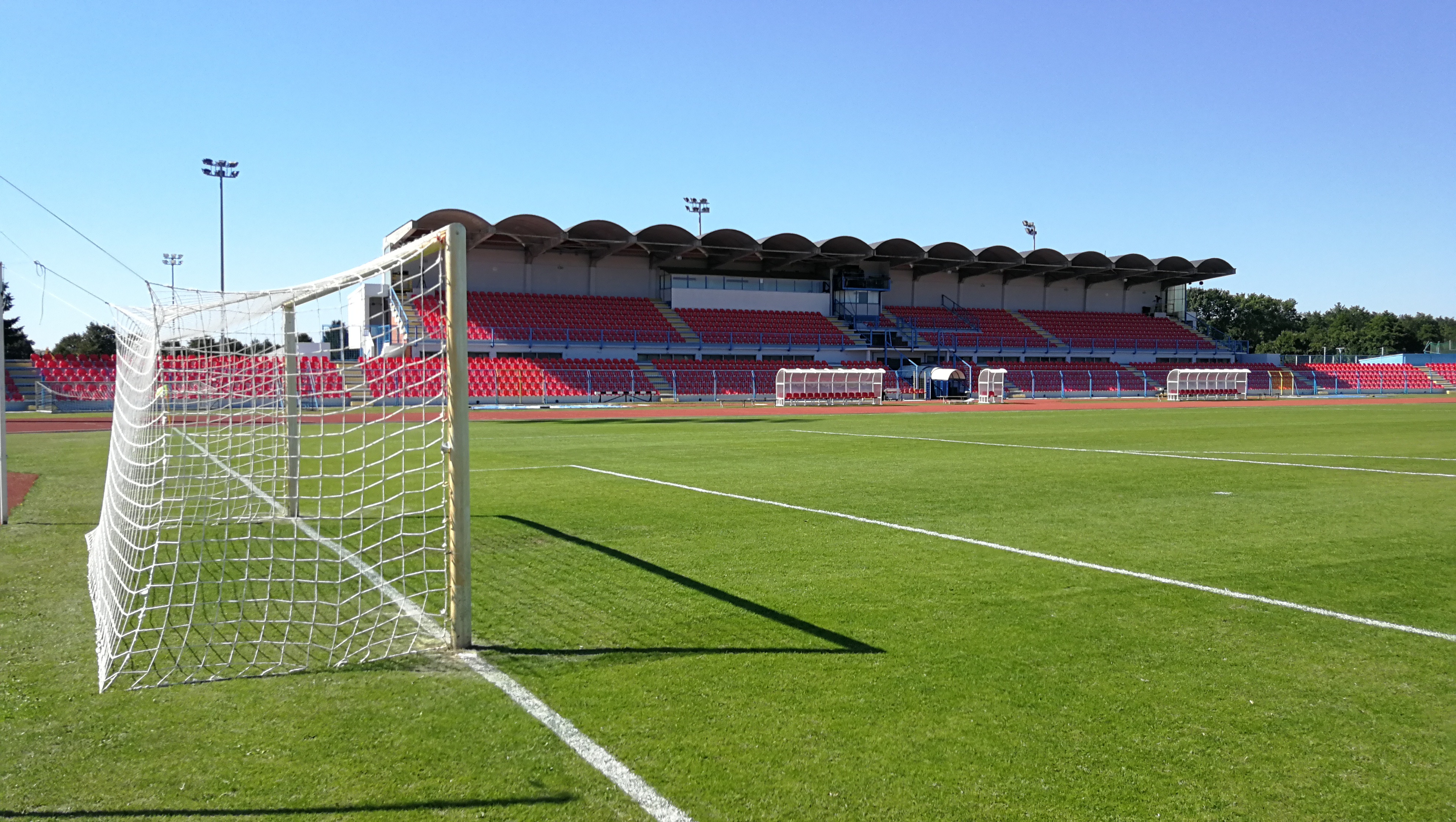
كرة القدم الشعبية

العديد من قواعد كرة القدم هي أشهر الرياضات الجماعية في العالم. على الصعيد العالمي، يلعب كرة القدم أكثر من 250 مليون لاعب في أكثر من 200 دولة،  ولديها أعلى نسبة مشاهدة تلفزيونية في الرياضة،  مما يجعلها الأكثر شهرة في العالم. كرة القدم الأمريكية، برصيد 1.1 مليون لاعب كرة قدم في المدرسة الثانوية وما يقرب من 70.000 لاعب كرة قدم جامعي، هي الرياضة الأكثر شعبية في الولايات المتحدة،  مع مباراة سوبر بول السنوية التي تعتبر التاسعة من العشرة الأوائل من مباريات البث الأكثر مشاهدة في تاريخ التلفزيون الأمريكي. اتحاد كرة القدم الأميركي لديه أعلى متوسط حضور (67,591) من أي دوري رياضي محترف في العالم ولديه أعلى إيرادات  من أي دوري رياضي محترف واحد. وبالتالي، فإن أفضل لاعبي اتحاد كرة القدم وكرة القدم الأمريكية هم من بين الرياضيين الأعلى أجراً في العالم.
القواعد الأسترالية لكرة القدم لديها أعلى نسبة حضور من بين جميع الألعاب الرياضية في أستراليا. وبالمثل، فإن كرة القدم الغالية هي الرياضة الأكثر شعبية في أيرلندا من حيث حضور المباريات،  ونهائي عموم أيرلندا لكرة القدم هو الحدث الأكثر في كل رياضات الدولة.
اتحاد الرغبي هو الرياضة الأكثر شعبية في نيوزيلندا وساموا وتونجا وفيجي. وهي أيضًا الرياضة الأسرع نموًا في الولايات المتحدة  مع كون لعبة الركبي الجامعية هي الأسرع نموًا من بين  الرياضات الجامعية في ذلك البلد.[محل شك]

## مجالس قواعد ألعاب كرة القدم
| كرة القدم في العصور الوسطى | قواعد كامبريدج (1848-1863) | اتحاد كرة القدم (1863–)     |                              | |                                                                                             |
| كرة القدم في العصور الوسطى | قواعد كامبريدج (1848-1863) | اتحاد كرة القدم (1863–)     | كرة القدم المصغرة            | |                                                                                             |
| كرة القدم في العصور الوسطى | قواعد كامبريدج (1848-1863) | اتحاد كرة القدم (1863–)     | كرة الشاطئ (1992-)           | |                                                                                             |
| كرة القدم في العصور الوسطى | قواعد كامبريدج (1848-1863) | اتحاد كرة القدم (1863–)     | كرة الصالات (1930–)          | |                                                                                             |
| كرة القدم في العصور الوسطى | قواعد شيفيلد (1857-1877) | اتحاد كرة القدم (1863–)     |                              | |                                                                                             |
| كرة القدم في العصور الوسطى | كرة القدم البارالمبية | اتحاد كرة القدم (1863–)     |                              | |                                                                                             |
| كرة القدم في العصور الوسطى | كرة قدم الشارع | اتحاد كرة القدم (1863–)     |                              | |                                                                                             |
| كرة القدم في العصور الوسطى | اتحاد الرغبي مع تعديلات طفيفة | اتحاد كرة القدم (1863–)     | كرة القدم الأمريكية (1869 -) | كرة القدم تحت الماء (1967–), كرة القدم الأمريكية في الأماكن المغلقة، أرينا لكرة القدم، كرة القدم السريعة، كرة القدم التي تلعب باللمس، كرة القدم في الشوارع، كرة القدم على كرسي متحرك (1987–) |                                                                                             |
| كرة القدم في العصور الوسطى | قواعد الرغبي |                             |                              | |                                                                                             |
| كرة القدم في العصور الوسطى | قواعد برنسايد | كرة القدم الكندية (1861–18) | كرة القدم العلم              | |                                                                                             |
| كرة القدم في العصور الوسطى | اتحاد الرغبي (1871–) |                             |                              | |                                                                                             |
| كرة القدم في العصور الوسطى | سباعيات الرغبي (1883–), عشرات الرغبي، الرغبي X، لعبة الرغبي التي تلعب باللمس الرغبي الصغير، رغبي الشاطئ، رغبي الثلج، رغبي تامبو، رغبي الكراسي المتحركة، الرغبي تحت الماء |                             |                              | |                                                                                             |
| كرة القدم في العصور الوسطى | رابطة الرغبي (1895–1895) |                             |                              | |                                                                                             |
| كرة القدم في العصور الوسطى | تسعة |                             |                              | |                                                                                             |
| كرة القدم في العصور الوسطى | سبعات رابطة الرغبي |                             |                              | |                                                                                             |
| كرة القدم في العصور الوسطى | رغبي اللمس، تاج الرغبي، رابطة الرغبي على كرسي متحرك |                             |                              | |                                                                                             |
| كرة القدم في العصور الوسطى | قواعد لعبة الركبي وألعاب المدارس العامة الإنجليزية الأخرى | القواعد الأسترالية (1859–)  | القواعد الأسترالية (1859–)   | القواعد الأسترالية (1859–) | كرة القدم القواعد الدولية (1967-), Austus، الفوتي، Auskick، قوانين ساموا، مترو الفوتي، AFLX |
| كرة القدم في العصور الوسطى | الغالية، كرة القدم الغالية (1887–1887) |                             |                              | | كرة القدم القواعد الدولية (1967-), Austus، الفوتي، Auskick، قوانين ساموا، مترو الفوتي، AFLX |

## القواعد اليوم والعائلات

### جمعيات

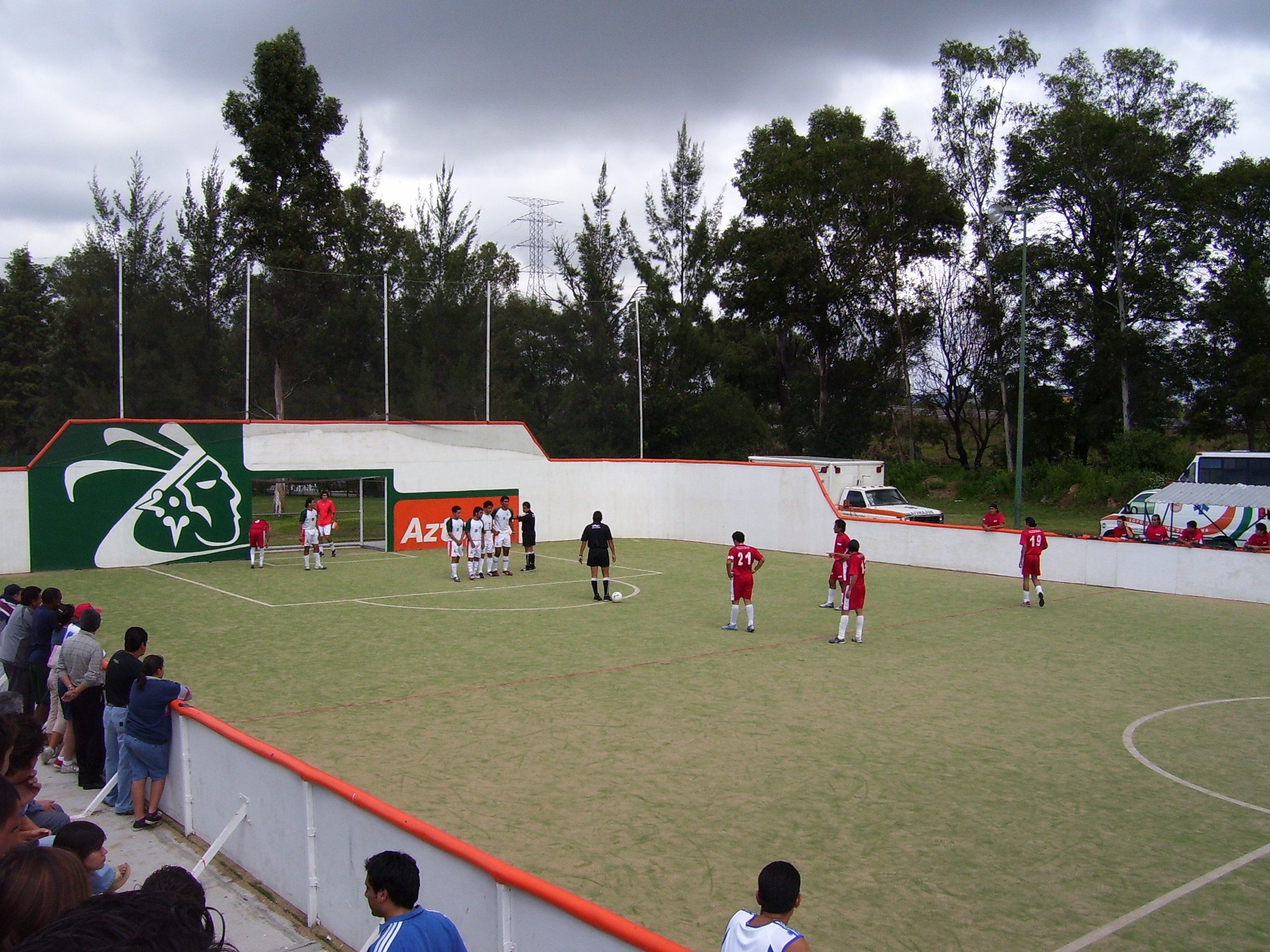
لعبة كرة قدم داخلية في ملعب مفتوح في المكسيك. منح الحكم للتو ركلة حرة للفريق الأحمر.

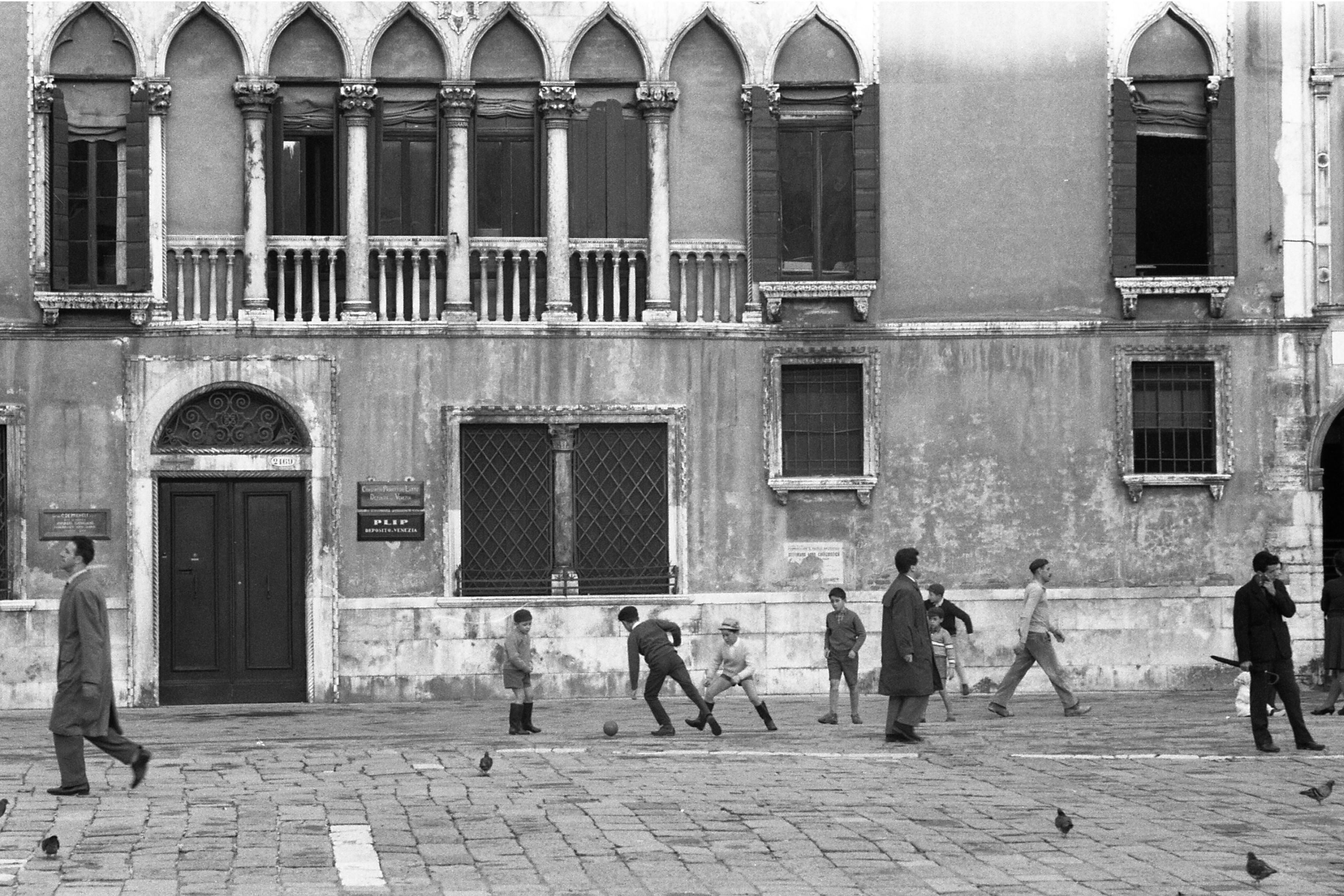
كرة القدم في الشوارع، البندقية (1960)

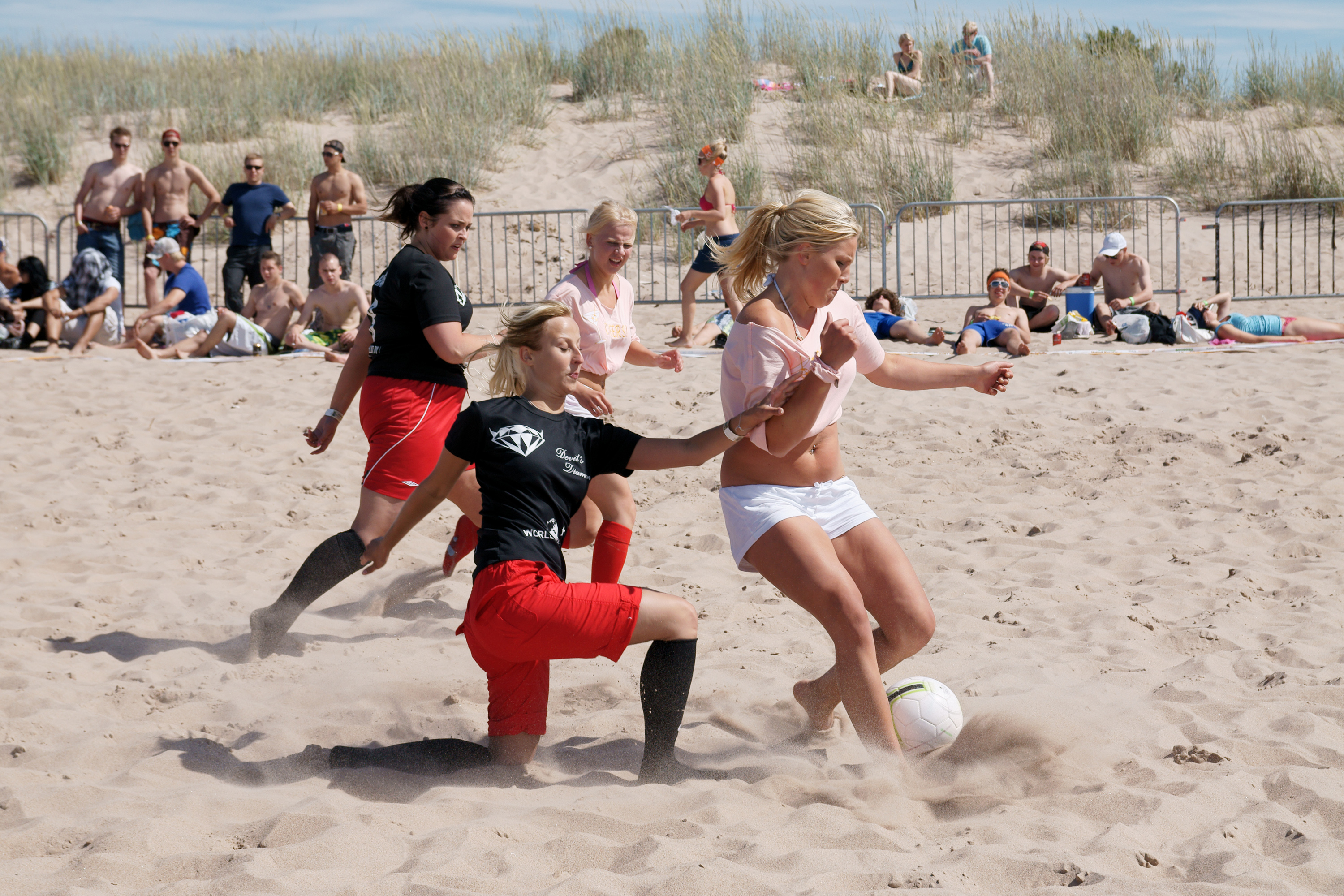
مباراة كرة قدم شاطئية للسيدات في YBF 2010 في شاطئ يتيري، بوري، فنلندا

تشترك هذه القواعد في حظر استخدام الأيدي (من قبل جميع اللاعبين باستثناء حارس المرمى، على الرغم من أنه يمكن للاعبين في الملعب "رمي الكرة باليد عند خروجها من اللعب)، على عكس القواعد الأخرى التي يتم فيها حمل الكرة أو لمسها من قبل الجميع يسمح للاعبين
- اتحاد كرة القدم، المعروفة أيضًا باسم football, soccer, footy and footie
- المتغيرات في الملاعب الداخلية:
  - كرة القدم الخماسية - لعبة لفرق أصغر، تُلعب وفقًا لقواعد مختلفة بما في ذلك:
    - فوتيبول دي سالاو
    - كرة الصالات - لعبة داخلية خماسية معتمدة من FIFA
    - Minivoetbal - لعبة داخلية خماسية تُلعب في فلاندرز الشرقية والغربية حيث تحظى بشعبية كبيرة
    - بابي فوت - مباراة خماسية لعبت في ملاعب كرة سلة خارجية في أمريكا الوسطى.

  - كرة القدم في الأماكن المغلقة - يتم لعب لعبة كرة القدم السداسية في الأماكن المغلقة، البديل الأمريكي اللاتيني (fútbol rápido، «كرة القدم السريعة») في كثير من الأحيان في الملاعب المفتوحة
  - ماسترز فوتبول - ستة لاعبين في الفريق، تلعب في أوروبا من قبل محترفين (35 سنوات وما فوق)
- كرة القدم البارالمبية - لعبة معدلة للرياضيين ذوي الإعاقة.[153] يشمل:
  - كرة القدم الخماسية - للرياضيين المعاقين بصريًا
  - كرة القدم السباعية - للرياضيين المصابين بالشلل الدماغي
  - كرة القدم للمبتورين - للرياضيين المبتورين
  - كرة القدم للصم - للرياضيين ذوي الإعاقات السمعية
  - كرة القدم على كرسي متحرك - للرياضيين في الكراسي المتحركة الكهربائية
- كرة القدم الشاطئية - نسخة معدلة للعب على الرمال
- كرة القدم في الشوارع - تشمل عددًا من المتغيرات غير الرسمية
- الحارس الطائر - شكل يكون فيه دور حارس المرمى أكثر مرونة من المعتاد
- كرة قدم السلطعون - يقف اللاعبون على أيديهم وأقدامهم ويتحركون على ظهورهم أثناء اللعب
- كرة المستنقعات - اللعبة كما يتم لعبها في مستنقع
- جوركي بول
- كرة قدم المشي - يقتصر اللاعبون على المشي لتسهيل مشاركة اللاعبين الأكبر سنًا والأقل قدرة على الحركة
- راش بول

لعبة الهوكي المتقوس لديها قواعد تستند جزئيا على قواعد كرة القدم الجمعيات ويلقب أحيانا باسم "كرة قدم الشتاء.

### كرة القدم الأمريكية

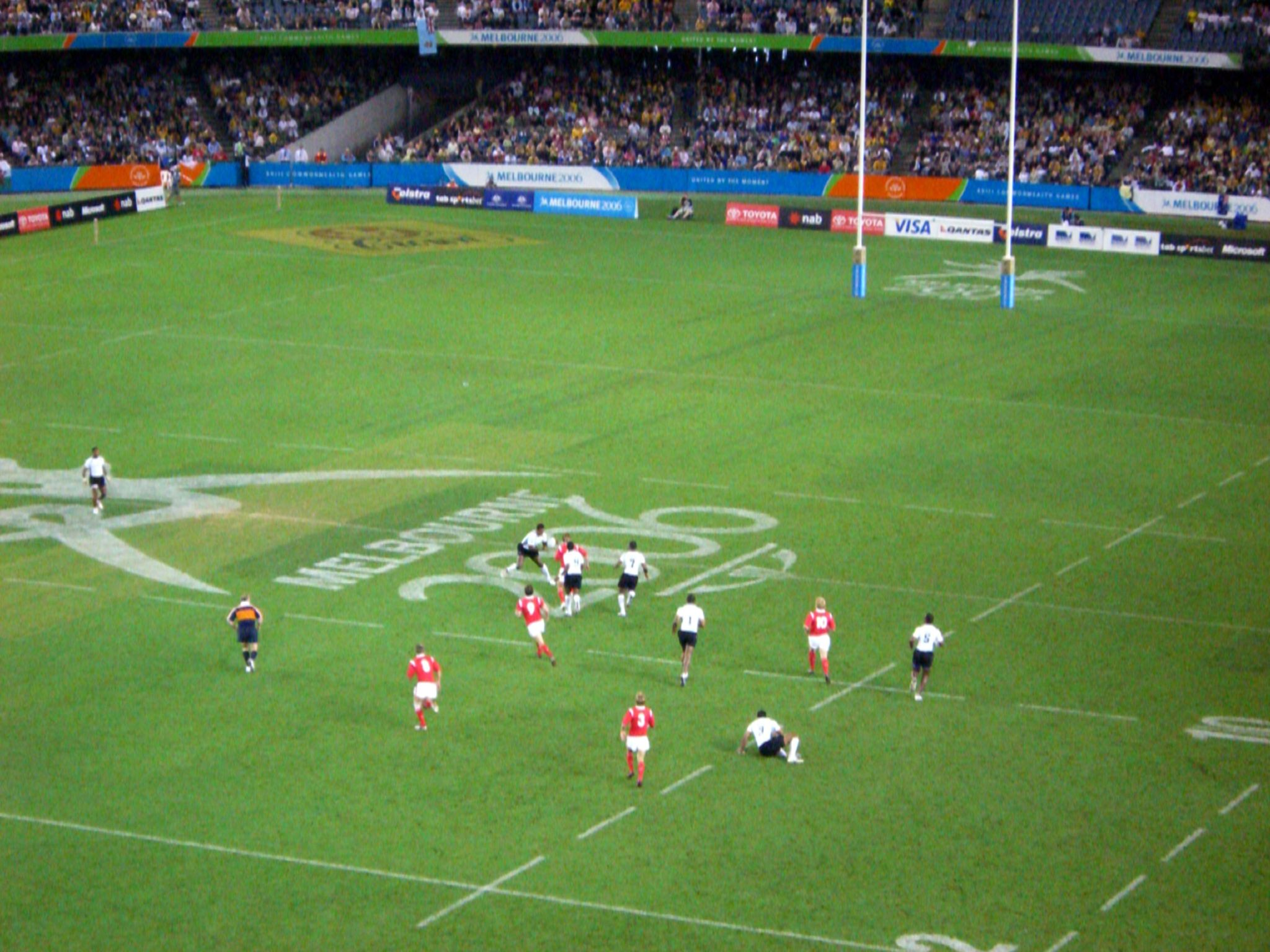
سباعات الرغبي فيجي ضد ويلز في ألعاب الكومنولث 2006 في ملبورن

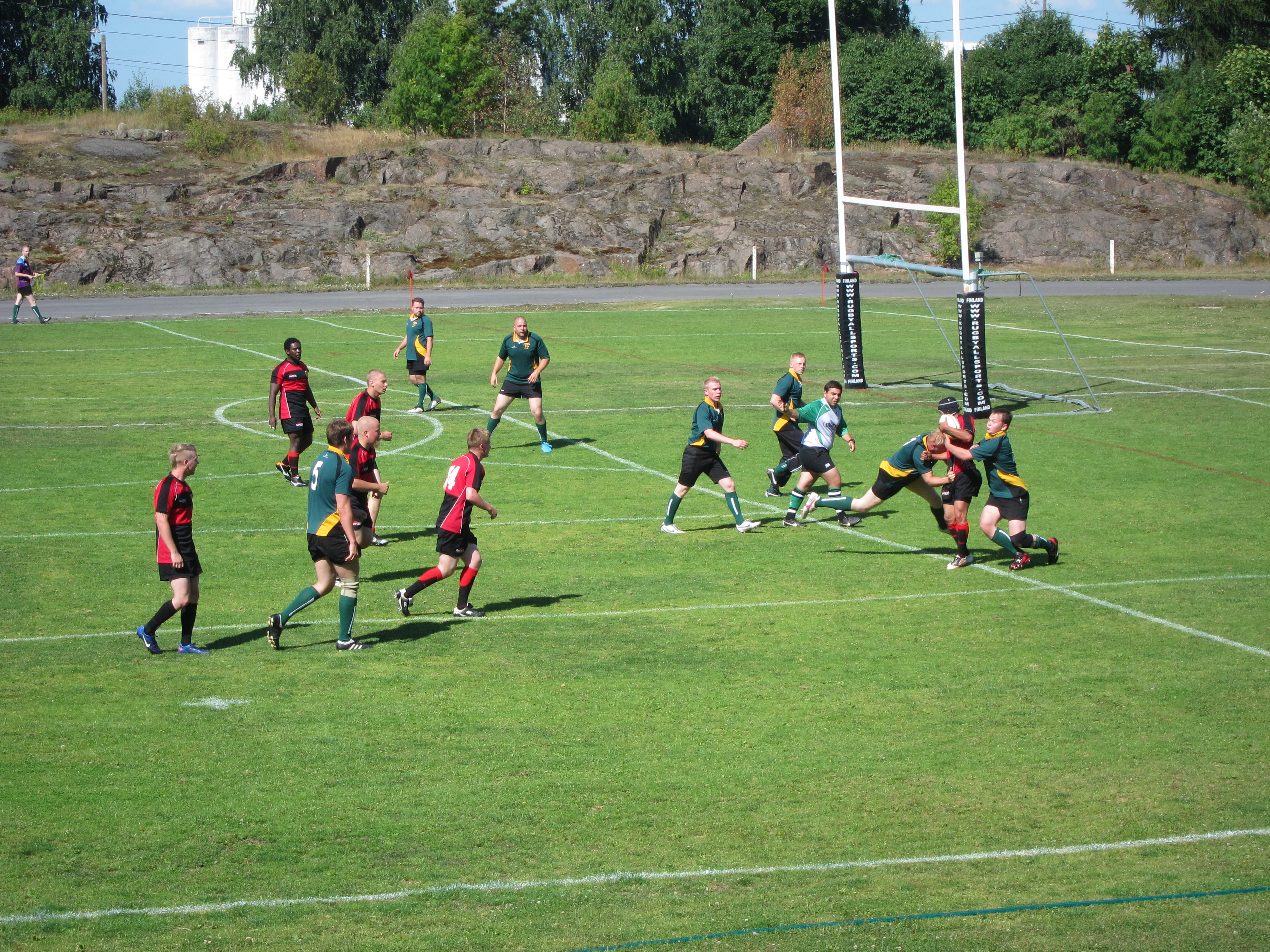
Griffins RFC Kotka، فريق اتحاد الرغبي من Kotka، فنلندا، يلعب في بطولة Rugby-7 في عام 2013

تشترك هذه القواعد في قدرة اللاعبين على حمل الكرة بأيديهم، ورميها لزملائهم في الفريق، على عكس كرة القدم التي يحظر فيها استخدام اليدين أثناء اللعب من قبل أي شخص باستثناء حارس المرمى. كما أنها تتميز بطرق مختلفة للتسجيل بناءً على ما إذا كانت الكرة تحمل إلى منطقة المرمى أو ركلتها فوق العارضين.
- كرة الرغبي
  - اتحاد الركبي
    - ميني رغبي للاطفال.
    - سباعات الرغبي وعشرات الرغبي - فرق ذات حجم صغير.

  - رابطة الرغبي - غالبًا ما يشار إليه ببساطة باسم «ابرابطة»، وعادة ما يُعرف ببساطة باسم «كرة القدم» أو «الفوتي» في ولايتي نيو ساوث ويلز وكوينزلاند الأسترالية.
    - سباعات رابطة الرغبي وتسع رابطة الرغبي - فرق ذات حجم صغير.

  - رغبي الشاطئ - لعبة الركبي تُلعب على الرمال
  - رغبي اللمس - اسم عام لأشكال الرغبي كرة القدم التي لا تتميز باستخلاص الكرة
  - Tag Rugby
- كرة قدم Gridiron
  - كرة القدم الأمريكية - تسمى "football" في الولايات المتحدة وكندا، و"giridon" في أستراليا ونيوزيلندا.
    - كرة قدم المكونة من تسعة لاعبين، وكرة قدم المكونة من ثمانية لاعبين، وكرة القدم المكونة من ستة لاعبين - تلعبها بشكل أساسي المدارس الثانوية الأصغر التي تفتقر إلى عدد كافٍ من اللاعبين لتشكيل فرق كاملة.
    - كرة قدم الشوارع / كرة القدم في الفناء الخلفي - تُلعب بدون معدات أو ملاعب رسمية وبقواعد مبسطة
    - كرة قدم العلم
    - كرة قدم اللمس - بدون احتكاك

  - كرة القدم الكندية - تسمى ببساطة "football" في كندا ؛ يمكن أن تعني «كرة القدم» في كندا كرة القدم الكندية أو الأمريكية حسب السياق. جميع المتغيرات المدرجة لكرة القدم الأمريكية موثقة أيضًا على كرة القدم الكندية.
  - كرة القدم الداخلية
  - كرة القدم على كرسي متحرك - مُكيفة ليلعبه الرياضيون ذوو الإعاقات الجسدية

### الايرلندية والاسترالية

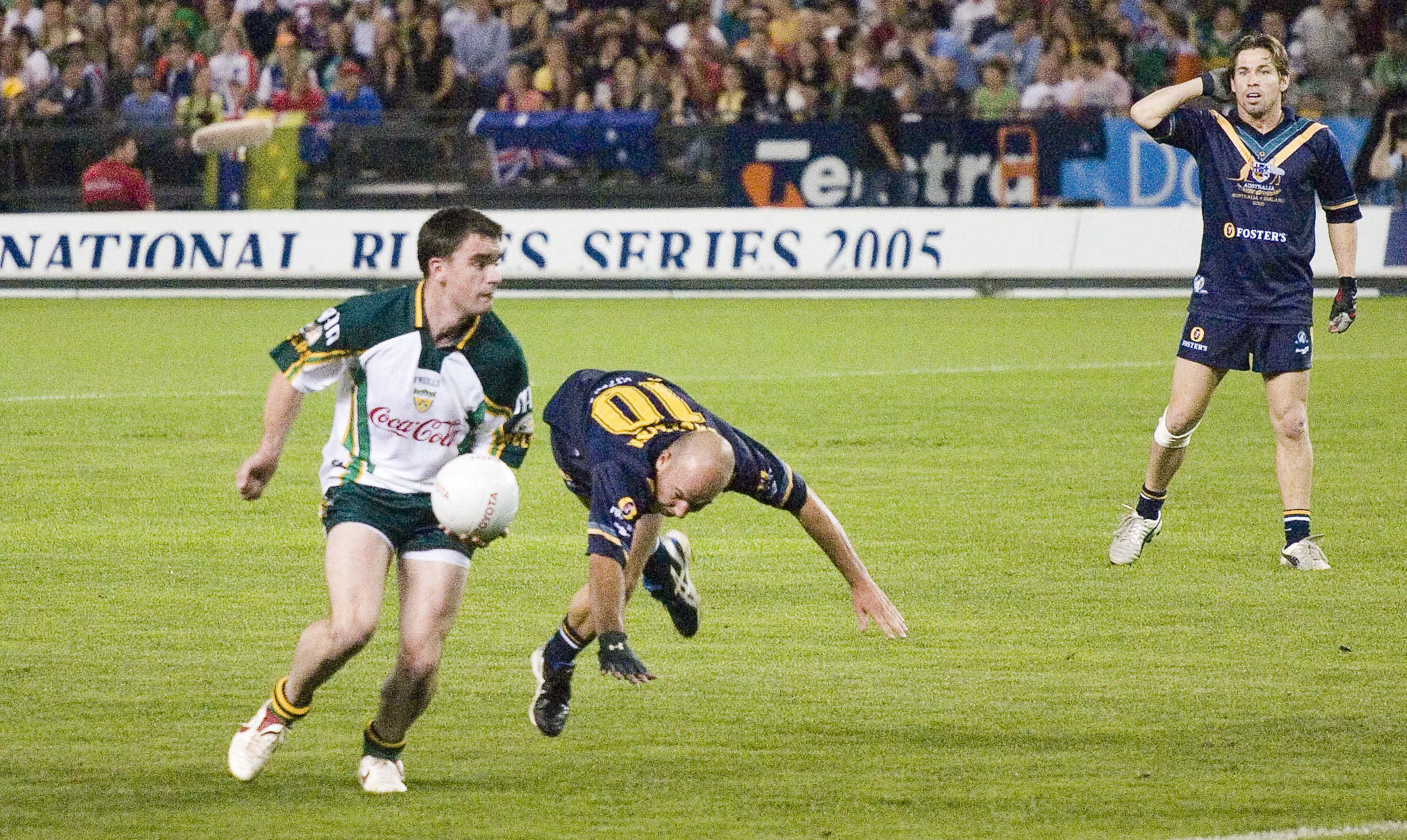
مباراة اختبار قواعد كرة القدم الدولية من سلسلة القواعد الدولية لعام 2005 بين أستراليا وأيرلندا في تلسترا دوم، ملبورن، أستراليا.

تشترك هذه القواعد في عدم وجود قاعدة التسلل، وحظر حمل الكرة المستمر (يتطلب ارتدادًا دوريًا أو منفردًا (ركلة إصبع القدم)، حسب القواعد) أثناء الجري، التمرير باليد عن طريق اللكم أو النقر على الكرة بدلاً من رميها، وغيرها من التقاليد.
- قواعد كرة القدم الأسترالية - تُعرف رسميًا باسم «كرة القدم الأسترالية»، وبشكل غير رسمي باسم "football", "footy" or "Aussie rules". في بعض المناطق يشار إليها باسم «AFL»، اسم الهيئة المنظمة الرئيسية
  - Auskick - نسخة من القواعد الأسترالية التي صممتها AFL للأطفال الصغار
  - Metro footy (أو قواعد Metro footy) - نسخة معدلة اخترعتها USAFL، لاستخدامها في ملاعب كرة القدم الأمريكية في مدن أمريكا الشمالية (التي غالبًا ما تفتقر إلى مساحات كبيرة بما يكفي لمطابقات القواعد الأسترالية التقليدية)
  - ركلة لركلة - إصدار غير رسمي من اللعبة
  - 9-a-side footy - قواعد أسترالية بشكل أكثر انفتاحًا، وتتطلب 18 لاعبًا في المجموع ومنطقة لعب أصغر نسبيًا
  - Rec footy - «كرة القدم الترفيهية»، نسخة معدلة من القواعد الأسترالية بدون احتكاك، تم إنشاؤها بواسطة AFL.
  - Touch Aussie Rules - وهو شكل بدون استخلاص من القواعد الأسترالية يتم لعبها في المملكة المتحدة فقط
  - قواعد ساموا - نسخة محلية تتكيف مع ظروف ساموا، مثل استخدام ملاعب كرة قدم الرغبي
  - مسترز كرة القدم الأسترالية (ويعرف أيضًا باسم Superules) - إحتكاك مخفف للمسابقات التي تقتصر على اللاعبين الذين تزيد أعمارهم عن 30 عامًا
  - قواعد كرة القدم الأسترالية للسيدات - تُلعب المنافسة النسائية بكرة أصغر و (أحيانًا) احتكاك أقل
- كرة القدم الغالية - تُلعب في الغالب في أيرلندا.
  - كرة القدم الغالية للسيدات
- قواعد كرة القدم الدولية - قواعد تسوية تستخدم للمباريات التمثيلية الدولية بين لاعبي كرة القدم الأستراليين ولاعبي كرة القدم الغالية

### القرون الوسطى
- كالتشيو فيورنتينو - إحياء حديث لكرة القدم في عصر النهضة من فلورنسا في القرن السادس عشر.
- la Soule - إحياء حديث لكرة القدم الفرنسية في العصور الوسطى
- ليلو بورتي - لعبة كرة القدم الجورجية التقليدية

#### بريطانيا
- The Haxey Hood، لعبت في عيد الغطاس في Haxey، لينكولنشاير
- ألعاب ثلاثاء Shrove
  - سجل هالز في ألنويك، نورثمبرلاند
  - كرة القدم رويال شروفيتيد في أشبورن، ديربيشاير
  - لعبة كرة Shrovetide في Atherstone، وارويكشاير
  - مراسم كرة القدم يوم الثلاثاء من Shrove لبوربيك ماربلرز في قلعة كورف، دورست
  - قرعة الكرة الفضية في سانت كولومب ميجر في كورنوال
  - لعبة الكرة في سيدجفيلد، مقاطعة دورهام
- في اسكتلندا، لا تزال لعبة Ba ("Ball Game") شائعة في جميع أنحاء عيد الميلاد وHogmanay في:
  - دونز، بيرويكشاير
  - سكون، بيرثشاير
  - كيركوال في جزر أوركني

### مدارس بريطانية

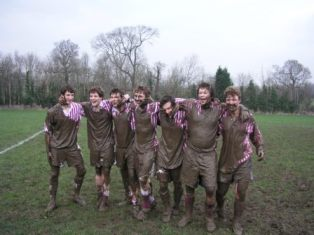
لاعبي كرة القدم في Harrow بعد مباراة في مدرسة Harrow (حوالي 2005).

الألعاب التي لا تزال تُلعب في المدارس العامة (المستقلة) في المملكة المتحدة:
- Eton field game
- Eton wall game
- Harrow football
- Winchester College football

### حديثة وهجينة
- Keepie uppie - فن ترقيص بلعبة كرة القدم باستخدام القدمين والركبتين والصدر والكتفين والرأس.
  - حقيبة القدم - العديد من الأشكال المختلفة باستخدام كيس فول صغير أو كيس رمل ككرة، المصطلح التجاري المميز كيس هاك يستخدم أحيانًا كمرادف عام.
  - كرة القدم الاستعراضية - يتم تصنيف المشاركين على اظهار مهاراتهم.

#### جمعية
- كرة قدم ثلاثية الجوانب
- تريسكليون

#### كرة القدم الأمريكية
- Force ’em backs

#### هجين
- أوستوس - حل وسط بين القواعد الأسترالية وكرة القدم الأمريكية، اخترع في ملبورن خلال الحرب العالمية الثانية.
- Bossaball - تمزج بين اتحاد كرة القدم والكرة الطائرة والجمباز.
- كرة الدراجة - رياضة مشابهة إلى كرة القدم لعبت على الدراجات الهوائية
- Footgolf - الجولف يلعب من خلال ركل كرة القدم.
- Footvolley - يمزج رابطة كرة القدم والكرة الطائرة الشاطئية. لعبت على الرمال
- كرة التنس - يمزج اتحاد كرة القدم مع التنس
- Kickball - مزيج من اتحاد كرة القدم والبيسبول، اخترع في الولايات المتحدة حوالي عام 1942.
- كرة القدم تحت الماء - تُلعب في مسبح، ولا يمكن لعب الكرة إلا عندما تكون تحت الماء. يمكن حمل الكرة كما هو الحال في لعبة الركبي.
- كرة السرعة - مزيج من كرة القدم الأمريكية وكرة القدم وكرة السلة، ابتكر في الولايات المتحدة عام 1912.
- كرة القدم العالمية - مزيج من القواعد الأسترالية ورابطة الرغبي، تمت تجربته في سيدني عام 1933.[154]
- فولاتا - لعبة تشبه كرة القدم وكرة اليد الأوروبية، ابتكرها الزعيم الفاشي الإيطالي، أوغستو توراتي، في عشرينيات القرن الماضي.
- رغبي الكراسي المتحركة - المعروف أيضًا باسم Murderball، اخترع في كندا عام 1977. على أساس هوكي الجليد وكرة السلة بدلاً من الرغبي.

ملحوظة: على الرغم من أن لعبة Sepak takraw تشبه كرة القدم والكرة الطائرة في بعض الجوانب، إلا أن أصولها قديمة ولا يمكن اعتبارها لعبة هجينة.

### ألعاب الطاولة وألعاب الفيديو وأنشطة الترفيه الأخرى

#### على أساس اتحاد كرة القدم
- Blow football
- Button football
- Fantasy football
- FIFA Video Games Series
- Lego Football
- Mario Strikers
- Penny football
- Pro Evolution Soccer
- Subbuteo
- Table football – also known as foosball, table soccer, babyfoot, bar football or gettone

#### مقتبس عن كرة القدم الأمريكية
- Blood Bowl
- Fantasy football (American)
- Madden NFL
- Paper football

#### مقتبس عن كرة القدم الأسترالية
- AFL video game series
  - List of AFL video games

#### بناء على رابطة الرغبي لكرة القدم
- Australian Rugby League
- Sidhe's Rugby League series
  - Rugby League 3